# Lavaux-Sainte-Anne
 (mars 2025).
 (mars 2025).
La mise en forme du texte ne suit pas les recommandations de Wikipédia : il faut le « wikifier ».
Les points d'amélioration suivants sont les cas les plus fréquents. Le détail des points à revoir est peut-être précisé sur la page de discussion.
- Les titres sont pré-formatés par le logiciel. Ils ne sont ni en capitales, ni en gras.
- Le texte ne doit pas être écrit en capitales (les noms de famille non plus), ni en gras, ni en italique, ni en « petit »…
- Le gras n'est utilisé que pour surligner le titre de l'article dans l'introduction, une seule fois.
- L'italique est rarement utilisé : mots en langue étrangère, titres d'œuvres, noms de bateaux, etc.
- Les citations ne sont pas en italique mais en corps de texte normal. Elles sont entourées par des guillemets français : « et ».
- Les listes à puces sont à éviter, des paragraphes rédigés étant largement préférés. Les tableaux sont à réserver à la présentation de données structurées (résultats, etc.).
- Les appels de note de bas de page (petits chiffres en exposant, introduits par l'outil «  Source ») sont à placer entre la fin de phrase et le point final[comme ça].
- Les liens internes (vers d'autres articles de Wikipédia) sont à choisir avec parcimonie. Créez des liens vers des articles approfondissant le sujet. Les termes génériques sans rapport avec le sujet sont à éviter, ainsi que les répétitions de liens vers un même terme.
- Les liens externes sont à placer uniquement dans une section « Liens externes », à la fin de l'article. Ces liens sont à choisir avec parcimonie suivant les règles définies. Si un lien sert de source à l'article, son insertion dans le texte est à faire par les notes de bas de page.
- La présentation des références doit suivre les conventions bibliographiques. Il est recommandé d'utiliser les modèles {{Ouvrage}}, {{Chapitre}}, {{Article}}, {{Lien web}} et/ou {{Bibliographie}}. Le mode d'édition visuel peut mettre en forme automatiquement les références.
- Insérer une infobox (cadre d'informations à droite) n'est pas obligatoire pour parachever la mise en page.

Pour une aide détaillée, merci de consulter Aide:Wikification.
Si vous pensez que ces points ont été résolus, vous pouvez retirer ce bandeau et améliorer la mise en forme d'un autre article.
 (mars 2025).
Pour les articles homonymes, voir Lavaux (homonymie).
Ne doit pas être confondu avec Lavault-Sainte-Anne.
Lavaux-Sainte-Anne (en wallon Li Vå-Sinte-Ane) est une section de la ville belge de Rochefort, en province de Namur.
Le village est traversé par la Wimbe et est notamment connu pour son château.
C'était une commune à part entière avant la fusion des communes de 1977.
À proximité du village, au lieu-dit "Bois du Charnet", fut également fondée la Fraternité de Tibériade, en 1979, par le Frère Marc Piret-Gérard. Cette communauté religieuse catholique compte une trentaine de membres et une communauté de religieuses située à Pondrôme.

## Évolution démographique
- Source: DGS, 1831 à 1970=recensements population, 1976= habitants au 31 décembre

## Histoire

### Nouveau seigneur, nouveau village
Le 3 avril 1630, en cour de Liège, un chevalier originaire de Herstal, Jacques Renard de Rouveroit « lieutenant-colonel de l’illustrissime comte de Nassau au service de Sa Majesté impériale et gentilhomme de la chambre de Son Altesse l’archiduc Léopold d’Autriche »[réf. nécessaire], disposant de solides moyens financiers, achète la terre de Lavaux, village de la Principauté de Liège, au chevalier Denis de Pottiers, gouverneur de Bouillon.
Par achats successifs, les Rouveroit deviendront seigneurs d’Ave, Resteigne, Fenffe, Framont, Mesnil l’église, du moulin de Belvaux et posséderont des rentes et fermes dans d’autres lieux. C’est ainsi qu’en 1680, les Chambres de Réunion de Metz, aux ordres de Louis XIV, décrétant l’annexion du duché de Luxembourg, le royaume de France désire savoir ce que les étrangers possèdent sur son territoire. La Haute-cour de Focant déclarera que le baron de Rouveroit y possédait une rente d’une « charrée de foing ».
La seigneurie de Herstal dont est issu Jacques Renard appartenait aux comtes de Nassau qui résidaient à Siegen dans l’actuelle Allemagne rhénane. En 1616, Jean de Nassau crée une Académie militaire qui forme en six mois les jeunes nobles aux nouveautés dans l’art de la guerre.
À cette époque, le chevalier Jacques Renard de Rouveroit signe un acte en cour de Herstal en qualité de vice-colonel du seigneur comte Jan (sic) de Nassau. Les 12 et 13 septembre 1631, il participe, en compagnie de Jean de Nassau, à la bataille de la Slaak qui fut une tentative de débarquement de troupes en Hollande par la flotte espagnole. En 1634, il est colonel au service de Sa Majesté Catholique (Espagne), en 1641, colonel d’un régiment Haut-allemand stationné à Saint-Vith.
Entre 1618 et 1632, « L'empereur (...) réclame à l'Infante les régiments de Rouveroy, etc. » En 1640, il est dans la place forte de Thionville au service de Sa Majesté Impériale, surveillant les mouvements de l’armée du roi de France. Il terminera sa carrière militaire comme « général de l’artillerie de Sa  Majesté Catholique en ces Pays-Bas ».
À Prague, le 16 juin 1637, l’empereur Ferdinand III lui concèdera, ainsi qu’à ses descendants, le titre de baron du Saint-Empire. Il se marie à une date inconnue avec sa cousine, Marie Valérie de Locquenghien héritière de la seigneurie de Pamele à Audenaerde. Sa femme lui survivra jusqu’au 1er juillet 1680. Par ce mariage, le baron et ses descendants deviendront Beer de Flandre.
Sur l’emplacement du hameau et de la chapelle Sainte-Anne, Jacques Renard de Rouveroit fait construire la ferme du château qui existe toujours. Il la munit d’un pont-levis, de douves et de tours d’angle afin d’en assurer la défense. Il va aussi transformer la forteresse féodale en château de plaisance, en lui donnant une belle vue sur les campagnes par la suppression de la courtine nord. De même, il fait percer de belles et nombreuses fenêtres qui font entrer la lumière dans les différentes pièces. En s’inspirant probablement de ce qu’il a vu en Rhénanie, il fait couvrir les tours de ces magnifiques toits en cloche. La date de ces transformations, 1634, est gravée au-dessus de l’entrée de la nouvelle demeure des de Rouveroit. Pendant une centaine d’année, Lavaux s’améliorera sans cesse pour devenir une demeure de luxe et de raffinement.
Passé le pont-levis, sous le beau porche à colonnes, le visiteur entrera dans les appartements par la porte qui mène aux escaliers qui desservent les deux étages du château. La porte actuelle au-dessus des escaliers de la cour d'honneur ne sera construite que dans la première moitié du XVIIIe siècle.
Du château dépendaient le moulin banal, la « brassinne », la taverne, la ferme du château (appelée aussi basse cour) et la ferme de Soirbois. Toutes ces exploitations étaient louées à bail par le seigneur qui en tirait des revenus. La ferme de Soirbois n’existe plus depuis bien longtemps mais son souvenir se retrouve dans la toponymie locale : le plantis de la cense.
Le fermier était tenu de répandre le fumier de sa ferme sur les terres de Lavaux, et ne pouvait le vendre. Il avait obligation de transporter dix charrées de charbon au profit du seigneur pour le fonctionnement de sa cuisine. Le métayer devait semer moitié avoine et moitié seigle. À son entrée, il devra offrir au baron un pain de sucre de six livres ! Produit très rare à l’époque car c’était une denrée coloniale. Quant au moulin banal, un bail de 1700 impose à son propriétaire de nourrir un jeune chien de chasse au profit du seigneur. Cette obligation se répétera dans plusieurs autres actes en faveur de divers chiens.

### Une nouvelle église

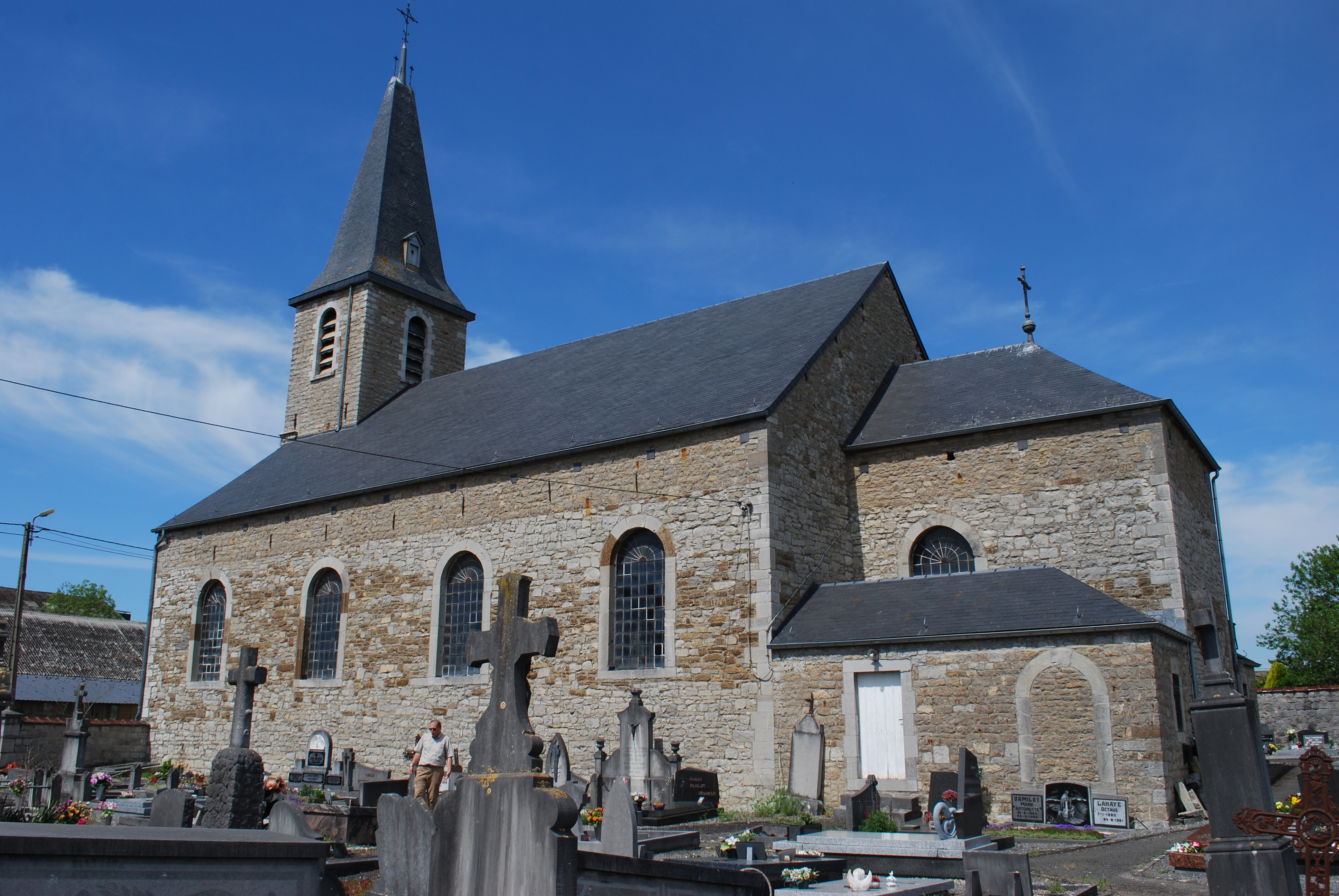
Vue de l'église Saint-Remy.

Lorsqu'en 1630, le chevalier Jacques Renard de Rouveroit achète la seigneurie de Lavaux-Sainte-Anne, le village est blotti au pied du château. Une chapelle dédiée à sainte Anne aurait été construite vers 1476. C'est à la fin du XVe siècle, à la suite des guerres qui ont ravagé les régions, que le village de Jusserenne, situé à 1,5 km au sud du château, a été déserté par ses habitants qui se réfugient à Lavaux.
Le cimetière de l'antique église de ce village, dédiée à Saint-Remy, continuera à recevoir les corps des défunts jusqu'au début du XVIIe siècle. Juridiquement, bien que déplacée, la paroisse de Jusserenne subsistera sous l'appellation Ecclesia de Jusrenne qua nunc vallis stâ anna.
L'église de Jusserenne est toujours présente dans la toponymie locale : elle est située au « tienne de la vieille église » et pour y aller on empruntait « le chemin des morts » que le remembrement de 1965 a fait disparaître en partie. Le nouveau seigneur exproprie le village et construit à sa place l'actuelle ferme du château.
Les habitants reconstruisent Lavaux sur la rive sud de la Wimbe qui est sous la juridiction de l'abbé de Saint-Hubert qui en est le seigneur tréfoncier. La tradition locale rapporte que c'est dans une grange aux dîmes que la nouvelle église s'est établie. Mais, dans un document de 1719, un particulier, né en 1642, témoigne avoir assisté à l'échange d'aisances (terrains essartés) « où est présentement bâtie l'église de Lavaux ».
En mai 1656, la veuve de Jacques Renard de Rouveroit, Marie Valérie de Locquenghien signe les contrats suivants :

« Aujourduy huitieme jour du Mois de Maÿ en 1656 
Marche et contract a ete faict entre Madame 
La Baronne de Rouvroit et Baltasar Grisiau 
scavoir que ledit Baltasar entreprend faire tout le 
Masonage d une Chapelle que Laditte dame faict 
eriger et construire a leglise ste Anne Laditte 
Chapelle contenant vingt cinq pieds de Longueur 
et quattorze pied de Largeur dans .... avec une cave aussÿ 
grande que Laditte Chapelle avec La montee pour 
y descendre et rompire La vieille Muraille pour y 
mettre deux vosure une petite et une grande avec le pavement de Laditte 
Chapelle et ce a moyen de deux cent et quarante 
flz et deux patacons sur la main oultre Laditte .... et .... pour la main 
que Laditte dame luy debvrat compter oultre en 
ung pot de pettitte biere qu'elle ferat donner a chaque 
ouvrier par jour et que Laditte dame debvrat faire 
charier leau necessaire pour le mortier comme aussÿ elle 
debvrat livrer sur le lieux les Cordages et planche 
necessaire tant pour faire Les murailles que vosure de 
La Cave comme aussy les affranchire contre ceulx de 
Linchamps pnt Mre Guillaume gisquet et son beau fils 
Moy pnt Dumont 
bailly de Lavaux. »

« Aujourdhuy huitieme jour de Maÿ en 1656
Marche et contract a esté faict entre Madame
La Baronne de Rouvroit et Mre Guillaume
Gisquet scavoir que ledit Mre Guillaume accomoderat
touttes les pieres de taille necessaire a une Chapelle
que Laditte dame faict eriger et construir a leglise ste
Anne en ce Lieux de Lavaux et elle ferat tirer a ses
deppens suivant le plan quil a monstre ala ditte dame
Avec ung coronise semblable quil ÿ at icÿ ala basse court
Item une grande piere de taille pour recouvrir linterieur
de La Cave item une belle table dautel qui
debvrat scervir depitafe en la Memoir de feu Monsr
Le Baron de Rouvroit son maryt et de Laditte dame
et ses successeurs quand il aura plu a dieu de les appelert
qui debvrat estre grand de neuf pied de
Largeur et la haulteur a Ladvenant deux pillier de
jaspe avec les saize quartier darmoiryes au deux coste
dans le fond qui srat de Marbre noir il y debvrat
avoir une image de noe dame et de St
dominique de piere blanche de verdun polie
le tout ainsi quil a esté devise et conditionné ». »

Ce document prouve qu'il préexistait une église en 1656. Cette chapelle du Rosaire était pourvue d'une porte que l'on voit encore aujourd'hui, murée, dans le mur nord de l'église.
La plaque funéraire de l'abbé Stapine décédé en 1595, donc, avant la construction de l'église a été placée dans le mur intérieur sud et sauvegardée grâce à sa valeur artistique. Peut-être les villageois ont-ils voulu conserver la mémoire d'un prêtre particulièrement respecté ? Se trouvait-elle dans l'église de Jusserenne qui aurait été démolie lors des travaux de 1672 et dont certaines de ses pierres et monuments auraient été réutilisés à Lavaux ? Sur ce monument funéraire l'ajout de « delle vaux » en dessous de « curé de Gherenne » semble significatif. Jusserenne étant abandonné depuis la fin du XVe siècle mais le curé de Lavaux portait toujours le titre de curé de Jusserenne. Tant que cette plaque se trouvait à l'ancien village, le texte du monument était compréhensible ; ramenée à Lavaux, il fallait l'expliciter.
À une époque inconnue, l'ensemble de l'édifice est élevé de quelques dizaines de centimètres ; la pierre qui a servi à cet effet est de couleur différente de l'ensemble. Deux sacristies sont accolées au chœur en 1861. En sa séance du 13 novembre 1897, le conseil communal considère qu'il y a urgence à construire une tour à l'église de Lavaux. C'est le clocher actuel.
Il en existait un autre car le 11 mars 1775, les habitants de Lavaux doivent payer le remplacement d'une cloche fêlée et un document du milieu du XVIIe siècle précise que la seigneurie de Lavaux consiste « en un beau village à clocher ». Le clocheton de la chapelle N.D. De Walcourt qui date des années 1820 serait-il la réplique de l'ancien clocher de Lavaux ? Ou celui de la chapelle de Genimont ?
Le 21 juin 1901, le conseil communal décide de financer la restauration du jubé.

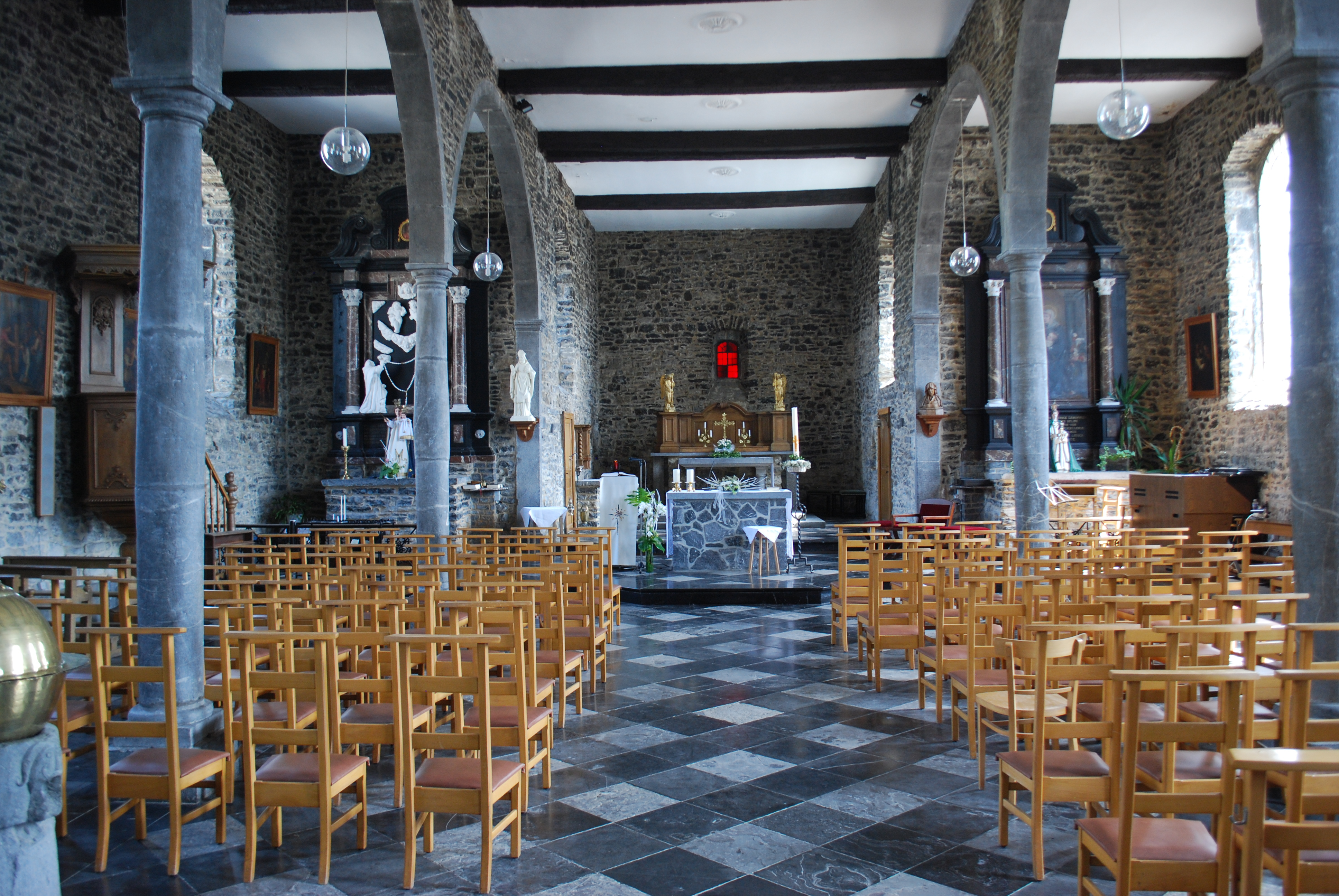
Vue de l'intérieur de l'église.

Dans les années 1930, la baronne Lemonnier finance généreusement la restauration du château. Constatant les importants moyens financiers mis en œuvre, l'abbé Lecocq, curé de Lavaux, suggéra à la baronne que l'église aussi méritait une restauration. Il avait si bien argumenté son dossier qu'il reçut les fonds nécessaires.
Ce fut une révolution : tout le plâtre fut arraché pour laisser la pierre à nu ce qui donna un tout autre aspect à l'église.
À la suite de ces importants travaux, l'église fut reconsacrée le 8 octobre 1942 par l'évêque de Namur.
Dans la fin des années 1950, sous le curé Michotte, un mur fut édifié sous le jubé et le décor en bois du maître-autel (XVIIe siècle ?) fut enlevé et déposé à l'école des filles. Il a disparu...
Les cordes qui commandaient les cloches furent retirées dans les années 1970 au profit d'un système électrique.

### Malheurs des temps
Le début de la présence des Rouveroit fut marqué par une terrible catastrophe : la peste. Déjà, vers 1597, « la maladie » avait frappé Lavaux. La pierre tombale de l’abbé Stapinne, curé de Lavaux-Jusserenne l’atteste.
Le 24 octobre 1635, le décès de Jean Belvaux avait semblé si suspect qu’on l’avait enterré dans la forêt de Hazelle in fine prati del vaulx. La terreur inspirée par « la maladie » était plus forte que l’obligation d’enterrer un défunt dans la terre bénite du cimetière.
L‘épidémie proprement dite se déclenche en mai 1636 avec 6 décès, 33 en juin, 21 en juillet et 13 en août. Il y avait peu de population et l’on comptait, en temps normal, deux à trois décès par an, ce qui montre l’ampleur du terrible fléau qui s’abattit sur toute cette région entre 1635 et 1637. Le curé de Froidlieu, réfugié chez son confrère de Lavaux y est décédé comme pas mal d’habitants de la région arrivés en ce village croyant y trouver le salut.
Un autre fléau de cette époque fut le passage de diverses troupes en guerre.
Par un traité conclu le 27 janvier 1465 entre Philippe le Bon, duc de Bourgogne, et le prince-évêque de Liège, il fut stipulé que le droit de passer et repasser la Meuse par le pays de Liège et le comté de Looz soit avec des troupes ou autrement appartiendra pour toujours au duc de Bourgogne et à ses successeurs. Les Liégeois ont maintes fois tenté d'abroger ce traité qui est resté en vigueur jusqu'à la fin de l'Ancien Régime.
En 1637, le village est traversé par les armées impériales « allants et revenant de France qui ont causé de grands dégâts tant en grains et fourrages qu’en diverses nourritures, logement », et « grand danger de la vie ». Pour dédommager le baron de son aide pour réparer ces divers préjudices, les villageois reconnaissants lui promettent une journée supplémentaire de corvée, à perpétuité.
Par la suite, durant les guerres de Louis XIV, diverses troupes passeront et logeront au village. Pour l’année 1697, deux sauvegardes : la première émane d’un officier hollandais au service des États-Généraux (Hollande) qui défend à ses troupes de « ne prendre aucun rafraîchissement ni enlever les moutons sous peine de châtiments exemplaires ». La seconde est signée par le comte de Berlo, lieutenant général du prince évêque de Liège, gouverneur de la citadelle de la même ville, qui ordonne à ses troupes de « ne rien toucher de ce qui appartient à Monsieur le baron de Rouverois ».
Sans ces documents protecteurs, obtenus parfois à gros prix, les troupes de passage « vivaient sur le pays » quant au logement, à la nourriture et au « repos du guerrier ».

### Environnement
Il y avait de nombreux étangs autour du village. Poissons et canards alimentaient les cuisines du château. Le 2 novembre 1699, un grand nombre de propriétaires sont appelés au château « au son de la cloche » afin d’échanger avec le seigneur des terrains qu’ils possèdent au lieu-dit « au canard » pour construire une digue sur laquelle passera un chemin.
C’est l’actuelle digue du « grand étang » qui a été dernièrement transformée par un propriétaire voisin. Les propriétaires reçoivent sept terres appartenant au baron mais comme elles sont de moindre valeur que les terres cédées, il remboursera une dette que les habitants de Lavaux avaient contractée auprès des religieuses ursulines de Dinant.
Quant aux canards, il existe toujours un lieu appelé « la canardière ». Le bail de cet élevage, confié à un Flamand, Pieter Oosterlinck, canardier du seigneur (1746), a été retrouvé.
Il était prévu qu'à la fin du bail, le cheptel devait s’élever à 100 volatiles qu’il devra les nourrir à ses frais et aura son logement au bois de Hazelle. Il recevra son bois de chauffage mais il lui est interdit de consommer les canards. Le baron, qui s’en réserve la chasse, s’impose de ne pas les tirer du 9 octobre au 15 mars de chaque année. De plus, il se réserve la pêche des poissons chaque année au mois de mars, « comme aussÿ de tirailler et chasser les loups et sangliers dans le bois de hassel dans la saison réservée ».
Les loups ont parcouru les campagnes jusqu’à la seconde partie du XIXe siècle et il existe plus d’une anecdote à leur sujet. Les habitants de Froidlieu sont appelés les leus (loups) à la suite de l’histoire suivante : une vieille femme conduisait sa chèvre aux champs en passant devant l’église (que des fouilles récentes ont mise au jour). Elle la lia à la porte pour faire une prière. Un loup rôdant par-là se précipita sur la bête qui s’engouffra dans le sanctuaire. Le loup la suivit et les habitants le tuèrent. D’où la boutade : « à Frêyeu, dus qui l’gate a pris l’leu ». Quant à saint Remacle, patron de l’Ardenne et fondateur de l’abbaye de Stavelot-Malmédy, la légende raconte que son cheval qui portait des sacs de pierres ayant été mangé par un loup, le saint obligea ce dernier à reprendre la charge du cheval et lui dit « stav, leu » ce qui veut dire : à l’étable loup ! Cette expression serait à l’origine du nom de Stavelot. La commune de Wellin dont la paroisse est placée sous le patronage de ce saint moine possède des armoiries qui évoquent cette légende.

### Les moines noirs d'Ardenne
Le monachisme bénédictin a fort imprégné les campagnes de l’Ardenne et de la Famenne qui étaient partagées entre l’autorité de l’abbaye de Stavelot pour Wellin et Focant ou de Saint Hubert pour Jusserenne.
Jusqu’à la fin de l’Ancien régime, c’est le père abbé de Saint Hubert qui nomme les échevins de Lavaux-Jusserenne. Des processions annuelles se rendaient à ces monastères ; les croix banales. Quant à saint Hubert, c’était le dernier espoir des malades de la rage qu’on y conduisait afin d’être mis en contact avec une relique du saint dans l’espoir d’une guérison miraculeuse.

### Les sommets du raffinement
La première moitié du XVIIIe siècle fut l’époque de la splendeur et du raffinement pour la demeure seigneuriale mais aussi son chant du cygne. Maximilien François Renard de Rouveroit devint seigneur de Lavaux au décès de son père en 1702.
Toujours soucieux de leur position sociale, les Rouveroit cherchaient à se marier dans la haute-noblesse. Maximilien épousa Françoise de la Pierre, marquise de Bousies dont il eut un fils, Henri Joachim et une fille Thérèse Henriette qui se maria à Ignace de Mercy d’Argenteau à Lavaux, le 19 juin 1726.
Le seigneur de cette époque envoie une demande d’indemnisation au gouverneur d’Audenaerde pour son château de Pamele ayant été endommagé par les bombardements de 1684, et une longue occupation militaire. Maximilien François rendit l’âme le 5 août 1722. Son fils Henri Joachim lui succéda et épousa Charlotte Gabrielle de Joux de Watteville, marquise de Conflans qui lui donna trois filles.
C’est l’époque du faste et des embellissements : création du grand escalier d’honneur et de la chapelle, du bain à la romaine, du cabinet chinois, tous ces raffinements décrits par Saumery dans son livre Les délices du païs de Liège.
Voici une autre description de Lavaux au temps de sa splendeur :

« Etat et consistance de la terre et seigneurie de Lavaux Ste Anne et de la terre et seigneurie d’Ave y joignante et annexée. 
La terre et seigneurie de Lavaux Ste Anne est située dans le pays de Liège au quartier d’Omont entre Dinant et Rochefort, elle est érigée en baronnie par l’empereur Ferdinand III. 
Elle consiste en un beau village à clocher d’environ 150 habitants.
La cure de Lavaux est à la collation de l’abbé de Saint Hubert, mais il y a un bénéfice
castral à charge d’une mense journalière à la collation du seigneur
dont le revenu est d’environ 50 écus des biens indépendants des revenus du seigneur.
Droit de gué et garde par les habitants à leurs frais.
Droit de corvée, savoir par chaque laboureur un an charriage des fumiers, un au
semage des épaûtres, un au semage des marsages et charrier encore chacun quatre
charées de foin aux greniers à foin du seigneur et doivent encore chaque 
chaque habitant deux corvées de fauchage et deux de fenaille aux foins 
qu’on estime par an à environ 100 fl 
Droit d’hestelage à la franche foire de Ste Anne, afforage, winage, plantés, confiscations, 
relief des fiefs et amendes environ 30 fl 
Les autres droits et biens du seigneur consistent en un grand et très beau château 
premièrement pour l’intérieur qui est orné des cheminées de marbre, très belles boiseries
et peintures, lequel est environné d’un beau fossé revêtu de murailles. 
1er Une très grande et belle basse cour complète dans laquelle il y a un bassin avec jet 
d’eau, où on peut élever des truites et autres poissons. 
2e En un grand jardin potager au milieu duquel au milieu duquel est aussi un bassin 
avec jet d’eau. 
Lequel jardin est rempli de toutes sortes d’arbres à fruit et renfermé de murailles,
contenant le château, basse cour, fossé trois bonniers quarante 
deux verges petites. 
3e Une très belle houblonnière contenant environ un bonnier ; ces trois articles qu’on 
estime de produit par an 300 fl 
En quatre belles prairies dit verger ou paschis renfermés de vives haies franche de 
pasture en tout temps, joignantes et tenantes au jardin, une dequelle 
est très bien arborée d’arbres à fruit et renfermée de murailles, contenant les 
quatre ensemble quinze bonniers demi cinquante sept verges petites. 
en argent 10 713 fl. 
en épeautre quarante quatre muids quatre tiers deux quarts demi une (illisible) 
lesquels évaluée à sept florins chaque muid font la somme de 31 110 fl 
en avoine trente sept muids deux quartes deux meulles demi, lesquels évalués à six 
florins chaque muid font la somme de 22 210 fl 
Lesquels cens et rentes ensemble portent annuellement environ 6 781 212 fl 
et un terrage qui est une 12 e dans les aisances ou communes de toutes espèces de grain
qu’y s’y recueillent pouvant valoir annuellement environ 80 fl 
en un moulin à farine banale tant pour le village de Lavaux Ste Anne que partie de celui 
de Froidlieu, lequel est construit sur la rivière de Wimbre avec 
maison écuries, jardins, 
houblonnière dans rendage de 200 fl 
en une brassine avec tous les ustensiles remise à louage au meunier pour le prix de 40 fl 
un grand étang contenant environ 60 bonniers lequel peut être chargé au moins
de 10 000 alvains ou jeunes carpes, de trois ans sans comprendre les brochettoirs et 
autres poissons, lequel se pêche de trois ans en trois ans, de sorte que quand bien il y 
aurait un tiers de la charge perdue ou mangée, il resterait plus de 600 carpes de six  ans 
ou de trois livres à faire profit, qui à raison de 4 l. de Liège les livres feraient chaque
pêche 3 600 fl sans compter les autres poissons, lequel après avoir
été pêchés deux fois se met d’ordinaire 
en labeur pendant 3 ou 4 années dont le produit est lors plus considérable que celui de la 
pêche ce qui produit par an 1 200 fl 
Un autre étang auquel il y avait une bonne canardière contenant environ six bonniers
trois autres petits étangs dont on tire aussi du revenu, profit et les alvains pour charger
le grand étang contenant ensemble trois bonniers un journal environ,
dont ces deux étangs pourraient produire ensemble environ par an 200 fl. »

Une nombreuse domesticité veille au bien-être du seigneur qui emploie le sieur Grandchamps comme « mailtre d’hostel ». La bibliothèque de Henri Joachim de Rouveroit, dernier seigneur résidant à Lavaux, était importante ; un petit millier de livres. Voltaire, Cervantès, de Sévigné et bien d’autres auteurs y étaient lus. On y trouve des livres d’histoire, de géographie, de religion, de philosophie, d’aventures, sur l’électricité, le jardinage, ainsi que des pièces de théâtre.
Le cabinet de musique possédait les partitions des grands musiciens français et italiens de cette époque comme, Lully, Bernier, de Blamont, Campra, Rameau, Destouches, Vivaldi, Albinoni, etc.
Le 27 avril 1744, à Gand, Henri Joachim assiste à l'inauguration de la reine de Hongrie comme comtesse de Flandre. Il est le troisième des seigneurs de Flandre en rang de préséance.
Le dernier Rouveroit et sa femme semblent avoir résidé, en partie, à Namur car Henri Joachim décède à en cette ville, qui est occupée par l’armée du roi de France, le 19 novembre 1748 et sa femme, Charlotte Gabrielle de Joux de Watteville en la même ville, le 15 février 1757.
Les châtelains de Lavaux avaient trois filles. Les contacts namurois ont permis de beaux mariages :
- Marie Amour Désirée épouse, à Lavaux, le 22 février 1753 le prince de Gavre, gouverneur de Namur qui devient le dernier seigneur de Lavaux.
- Marie Françoise épouse le seigneur de Marbais et Marie Charlotte Gabriel épouse le comte de Rodoan de la Marche. Quelques années après le décès de son mari, la dame de Lavaux partira définitivement à Namur auprès de sa fille. Mais en 1749, elle signe, à Lavaux, le bail de la basse cour qui donne des indications sur la vie de tous les jours en ce lieu et prouve que la Dame douairière y résidait encore.

Le fumier sera conduit sur les terres du château et dans le jardin de « ladite Dame », les arbres seront armés d’épines afin qu’ils ne soient pas endommagés par le bétail.

« Le fermier deverat aussÿ nourrir quatre vaches qui lui seront mises de la
parte de la ditte dame qui profiterat du lait d’icelle, de meme que de
nourrir deux jeunes bestes courantes quatre cochons et deux chiens de
chasse si on luÿ met, et profiterat le reprenneur des relaveurs de la
cuisine. Autre obligations : « aller chercher avec ses chevaux et sacques
les rentes dues a la ditte Dame tant a wanlin, lessive qu’a lomprez (...)
pour les ramenner aux greniers du dit chateau, et en cas on viendroit a les
vendre a dinant, givet ou aussÿ loin », « ne pourrat (...) entrer dans les
granges et escuries avec lumiere nue, n’ÿ pipe allumée », « serat obligé
de raporter la clef de la porte d’entrée chacques fois apres que son betail
sera rentré et la remettre en main propre de la personne qui luÿ serat
designée », « faire netoier le fossé qui entoure le chateau et la basse court
(...) serat obligé de menner avec ses chevaux et chariots les boûes sur les
terres (...) pendant quinze jours ou trois semaines de chacque année » »

.
Il est aussi question de culture d’avoine, d’épeautre, de navets et de chanvre ainsi que de la houblonnière de Geronvaux qui se situait entre la Wimbe et le bief du moulin et dont la culture alimentait la « brassinne ».
L’abandon de Lavaux par la baronne se situe très probablement au début de la décennie de 1750. Les meubles du château sont vendus en trois séances : 31 janvier et 7 mai 1755 et 14 mars 1757. La bibliothèque et les armes du défunt baron sont mises en vente publique le 21 mars 1755, à Namur par le notaire Mormal.

### Projets de mariage
En 1746, les armées de Louis XV prennent la ville de Namur. Pendant l'hiver 1747-1748, le prince de Montbarey est nommé lieutenant-général et affecté à la garnison de Namur. Il a une liaison intime avec une femme de bonne maison de la région. Son fils de 17 ans, Alexandre, officier de l'armée française l'accompagne.
Le général est cousin issu de germain de la baronne de Rouveroit, née de Watteville. Cette dernière, établie richement, avait une très bonne maison à Namur. Elle avait trois filles. Alexandre deviendra rapidement amoureux de l'aînée des filles de Rouveroit, Marie Amour Désirée qui partage les mêmes sentiments.
Les parents voient d'un bon œil le rapprochement des deux familles car l'arrière-grand-mère d'Alexandre était une de Watteville. Le mariage est annoncé et toute la garnison de Namur est au courant de cette idylle. Malheureusement, la maîtresse du général de Montbarey, très jalouse de Madame de Rouveroit, va réussir à brouiller tout le monde.
Alexandre est envoyé à Paris et en Franche-Comté. Il entretient une relation épistolaire avec sa bien-aimée et finira par apprendre le mariage de celle-ci avec le prince de Gavre. Le prince Alexandre de Montbarey est devenu ministre de Louis XVI et mourra en exil pendant la révolution.

### Abandon du château
Le 19 avril 1757, l’abbé Guillaume Berard, bailli de Lavaux, accompagné du sieur Guerin, tapissier à Namur, constate que « tous les meubles et effects appartenants a la famille du seigneur Baron de Rouveroit (...) ont été vendus et que ce chatteau se trouve aujourdhuy pour ainsi dire abandonné et desert par les maitres ».
Une liste est dressée du peu de mobilier encore présent et il est demandé au comte de Mercy de faire transférer à Andenne « chez Mademoiselle de Pamele Baronne de Rouveroit chanoinesse de l’Illustre chapitre pour ÿ estre mieux placé et entretenû ».
L’abbé Berard est autorisé, en 1759, par la princesse de Gavre, à continuer son office de bailli. Il réside certainement au château où la chapelle lui permet de dire sa Messe quotidienne. À sa mort en juillet 1775, il sera remplacé par un membre de sa famille, l’abbé Jean Joseph Berard qui reprendra la charge de son parent. Un neveu de cet abbé exercera un moment la fonction de sergent, c'est-à-dire de garde-champêtre.
Vers 1795, on retrouve l’abbé Berard, curé de Lessive, qui rend des comptes aux nouvelles autorités quant à sa gestion du domaine de Lavaux. Les abbés-baillis de Lavaux tiendront consciencieusement les comptes des recettes et dépens du domaine du prince de Gavre auquel ils feront parvenir ses revenus et de temps à autre, des écrevisses de Gongon et du gibier qui étaient envoyés à Namur via Dinant et le bateau. Le château continuera à être entretenu jusqu’à l’aube du XIXe siècle ; vitres, portes, fenêtres, toitures, murs, jardins, arbres, etc. Les factures de ce genre sont nombreuses dans les archives des comptes du château.

### Vie au village
Les céréales, sous forme de pain, formaient la base de la nourriture. Les plus pauvres faisaient usage d’une farine mélangée de seigle et d’épeautre qui donnait un pain noir. En cas de disette, on se servait de farine d’avoine. La viande n’était connue que sous forme de lard ou de cochon salé. Quant aux légumes consommés, c’étaient des choux, des pois et des haricots.
Un document de 1779 apprend que « l’on a coutume depuis quelques années de planter des topinambours ». Au XVIIIe siècle, l’arrivée des pommes de terre permit de donner un supplément de nourriture aux classes laborieuses.
Les habitations étaient peu solides et consistaient en un assemblage de bois et de torchis. Les toits étaient recouverts de chaume et les sols étaient de terre battue. Les fumiers se trouvaient devant les portes des maisons, infectant l’eau et l’air.
Une vente publique pour dettes à la ferme du moulin, en 1684, renseigne sur le mobilier : une table, des bancs et des coffres. Le bétail est composé de vaches et bœufs bruns ou rouges, de chevaux et de porcs. Il y avait deux classes sociales : les laboureurs qui étaient des propriétaires exploitants et les « manouvriers » qui louaient leurs services à la journée.
C'est parmi les laboureurs qu'étaient choisis les maïeur, échevins, bailli, sergent et forestier.
Les soins d’hygiène corporelle se faisaient seulement une fois par semaine, le dimanche matin, jour de prière et de repos.
Après la messe, le repas familial pris, toute la famille allait au lit, se levant pour assister aux vêpres. Cela donnait peut-être un peu de temps libre aux parents... Cette habitude perdurera jusqu’au début du XXe siècle.
Les animaux de trait bénéficiaient, eux aussi, de ce jour du Seigneur. Il fallait vraiment un cas de force majeure (par ex. danger de destruction des foins ou récoltes) pour que le curé donne une dispense pour travailler le dimanche.
Les diverses obligations sont parfois bien lourdes : un arrêt rendu en cour de Bouillon, en 1779, condamne les habitants à « la depense (...) de la construction, tant d’une neuve et spacieuse grange de deux grandes ecuries que d’une bergerie et etable de cochons pour l’usage d’un curé de la ditte paroisse outre qu’elle se trouve chargée du retablissement d’une cloche cassée a leur eglise ».
Au procès, les habitants se plaignaient d’être pauvres, qu’il n’y avait pas assez de fumier pour engraisser le terrain, qu’on semait fort peu de seigle car le rendement était médiocre. De même, en 1707 déjà, le seigneur de Lavaux, déclarait payer 45 florins par an à la taille des nobles « qui est bien ce semble tout es que peut porter une terre (...) dans un mauvais paÿs ».
Lavaux était le siège d’une célèbre foire franche qui se tenait sur la place du village (près du moulin banal) à la Sainte-Anne (26 juillet) et à la Sainte-Catherine (25 novembre). Le mercredi avait lieu le marché. À cette occasion, les commerçants utilisaient des unités de mesure, l’aune et le pied, gravées dans une pierre que l’on peut encore observer aujourd’hui dans le garde-fou du pont sur la Wimbe. Le soleil de l’été échauffait-il les esprits ? Toujours est-il que, à la suite de désordres, querelles et débauches (sic), le conseil impérial de la principauté à Liège prit, en 1706, la décision de supprimer la foire de Sainte-Anne tout en laissant au baron de Rouveroit la latitude de la fixer à un autre jour.
Le 30 juin 1712, les merciers de Dinant obtiennent du Conseil privé le rétablissement de la foire.
La fête de Lavaux avait lieu le dimanche qui suit le 9 octobre, jour anniversaire de la dédicace de l’église à saint Remy, patron de la paroisse de Lavaux-Jusserenne. C’était l’occasion de diverses réjouissances.

### Meurtre de 1764
Le dimanche 14 octobre 1764, c’est la fête à Lavaux, la Saint-Rémy, la ducasse. Des joueurs de violon venant de Villers-sur-Lesse ont joué à la grand-messe et resteront encore quelques jours pour animer les jeux et danses villageois. Le lundi 15 au matin, une bande de mauvais garçons qui s’était déjà fait remarquer dans le passé, déambule dans le village armée de fusils et de sabres et tenant des propos belliqueux. Ils insultent le sergent qui les interpelle. Le mardi 16, le bailli Berard est informé qu’il y a un cadavre devant la maison du moulin, sur le chemin seigneurial. C’est le corps de Jean Joseph Rigaux qui d’après le chirurgien requis a reçu « un coup entre la cinquième et sixième de vraÿe cote du cotez gauche de bas en haut luÿ prenant la pointe du cœur transversalement jusqu’au ventricule droit ».
Jean Joseph, qui venait de se marier au mois de mai, faisait partie de la bande. Le seize au matin, ils prenaient force consommations en la taverne du moulin, juraient, blasphémaient, faisaient du tapage. Vers une heure de l’après-midi, voyant venir, de la place, la jeunesse précédée par les violoneux, les mauvais garçons sortirent de la taverne armés de pierres, de bâtons et de fourches et vinrent fondre sur les jeunes gens qui montaient sur le côté du moulin.
Jean Joseph Rigaux se jeta, une pierre dans chaque main, sur Henry Joseph, maître de la jeunesse et organisateur des jeux et danses. Ce dernier, après avoir mis le furieux en garde, lui planta son couteau de chasse dans la poitrine. Jean Joseph tomba raide mort.
Le dossier est transmis à la Cour Souveraine de Bouillon qui ordonne, le 7 novembre, la prise de corps de Henry Joseph pour être conduit en la prison de Lavaux et y être interrogé sur les faits. Il ne semble pas être resté longtemps incarcéré mais était contraint de se présenter à la justice à première demande.
En décembre, jugeant par rencharge (confirmation) à la justice de Lavaux, la Cour de Bouillon ordonne le défaut contre Henry Joseph non comparant et fait droit à la requête, en partie civile, de la veuve Rigaux. La suite de l’histoire est inconnue. Toutefois, près de la taverne, on plantera une croix commémorant cette mort violente. Cette croix d'occis pourrait avoir gêné les travaux de reconstruction du moulin en 1830. Elle est actuellement scellée dans le mur extérieur est d’une des deux sacristies de l’église. « Icy perdit la vie, le 16 octobre 1764, Jacques Joseph Rigaux de Lavaux ».
Pourquoi Lavaux, village de la Principauté de Liège devait-il suivre la coutume de la Cour Souveraine de Bouillon? Lavaux était un bien de l'abbaye de Saint-Hubert qui a délégué ses pouvoirs à un avoué, le seigneur de Mirwart qui était pair et vassal de Bouillon. Celui-ci délègue ses droits sur Lavaux à un vassal qui est tenu de rendre la justice selon la coutume de Bouillon. La Cour Souveraine n'y a rien à juger sinon par appel et en causes criminelles.

### Florimond Claude de Mercy-Argenteau à Lavaux
Le 29 octobre 1734, le curé de Lavaux complète les rites de baptême d'un neveu du seigneur. Il s'agit de Florimond Claude de Mercy-Argenteau né le 20 avril 1727, fils de feu Thérèse Henriette de Rouveroit décédée le 13 mai 1729.
Après la mort de sa mère, son père le confie, au moment de son départ pour l'armée, à son beau-frère. À 7 ans, il quitta Lavaux pour aller étudier à Turin. À 23 ans, Florimond Claude entre dans la carrière diplomatique, Il devient ambassadeur auprès des cours de Turin, de Saint-Pétersbourg et de Varsovie.
Après un séjour à Vienne, il est envoyé, en 1766, à Versailles comme ambassadeur de l'impératrice d'Autriche. C'est lui qui négocia auprès de Louis XV le mariage du futur Louis XVI et de l'archiduchesse Marie-Antoinette d'Autriche. Il fut le mentor de Marie-Antoinette à Versailles et rapportait ses moindres faits et gestes à sa mère l'impératrice. Il a laissé une volumineuse correspondance avec l'impératrice.
Monsieur de Mercy quitta Paris le 9 octobre 1790 et fut nommé gouverneur général des Pays-Bas autrichiens en l'absence de l'archiduchesse Marie-Christine et de son mari. Il quitta Bruxelles devant l'avance des troupes françaises. Investi d'une mission de confiance par l'empereur auprès du gouvernement anglais, il mourut à Londres, le 26 août 1794.

### Temps des révolutions
Lors de la révolution brabançonne, Lavaux se trouvera dans les lignes de l’armée impériale alors que Focant sera dans les lignes de l’armée patriote. Ce sont, une fois de plus, réquisitions de fourrages et autres nourritures. Par la suite, ce sera la garnison française de Charlemont (Givet) qui viendra voler les ressources de la région.
Voici le premier contact entre la République et le château. La principauté de Liège n’étant pas encore officiellement annexée par la France :

« L’an mil sept cent quatre vingt treize deuxième de la république française, le
premier février avant midi nous Gerrein et Apollon commissaires préposés à l’
effet de mettre à exécution et sans délai les décrets concernant les biens des 
émigrés trouvés hors du territoire de la république française conformément aux 
instructions à nous données accompagnés des citoyens Jacques Poncelet et
Antoine Marchal témoins à cet effet sommes transportés au château de Lavaux
Ste Anne appartenant au cidevant prince degavre résidant actuellement dans le pays
de l’empire y avons trouvé le citoyen Jean Francois Michel lequel ayant été interpellé
à nous faire sa déclaration nous a dit que le prince degavre n’avait pas habité son 
château depuis quarante ans nous a conduit dans tous les appartements où n’avons
trouvé que la boiserie et plusieurs tableaux y attenant nous a conduits ensuite dans une
petite chapelle où nous avons trouvé et enlevé suivant instructions à nous données
un calice une patène avec une petite cuillère tout en argent deux aubes cinq nappes avec
deux petits linges en présence des deux témoins avons trouvé en outre une petite et
grande armoire fermée et n’y ayant pas de clé y avons apposé des scellés, de même que 
sur la chapelle où il y a encore deux bancs et un tableau quant aux biens fonds dépendant
dudit château nous n’avons pu en être instruits formellement vu que l’administrateur n’
était point présent et quel était de retour dans quelques jours après quoi nous avons lu et
fait signer le procès-verbal aux deux témoins 
fait au château de Lavaux Ste Anne le 1er février 1793 an deuxième de la république 
française »

.
Le château n’a pas subi le saccage et l’incendie, contrairement à ceux de Focant, Beauraing et Hierges perpétrés par les bandes de Delecolle, maire « sans culotte » de Givet. Prenant la suite de l’abbé Berard, c’est le notaire Laffineur résidant à Eprave qui va gérer les intérêts du prince de Gavre.
En février 1794 encore, de sa résidence de Bruxelles, le prince lui ordonna, comme il en avait l’habitude, de distribuer des secours aux pauvres de sa seigneurie.
A Lavaux comme ailleurs, il faut faire disparaître « les signes effrayants de la tyrannie ». Le 24 février 1796, Jacques Genot reçoit quinze florins de Brabant pour avoir employé six journées à mettre bas les bannières du château par ordre du commissaire du directoire exécutif Poncelet du canton de Rochefort. Deux jours plus tard, le sieur Pierre Spiroux, maçon de son état, reçoit cinquante sous de Liège pour « deux journées emploiées a faire disparoitre et anéantir les armoiries du château de La vaux Sainte Anne ». Le peuple sera désormais rassuré...
En ce 3 juillet 1797, l’administration centrale du département de la Dyle siégeant à Bruxelles, examine la requête présentée par la citoyenne veuve Rodoan fondée de pouvoir de sa sœur la ci-devant princesse de Gavre et de ses enfants. Elle demande que leurs noms soient rayés de la liste des émigrés. Des certificats de médecins viennois attestent que leurs santés ne leur permettaient pas de voyager et qu’ils étaient dans l’impossibilité de regagner leur domicile. Ils peuvent donc rentrer en possession de leurs biens séquestrés à condition de revenir en leurs foyers où ils resteront sous la surveillance de la municipalité.
Le 1er août 1797, ce sera au tour de l’administration du département de Sambre-et-Meuse de se prononcer sur la levée de séquestre des biens de Léopold de Gavre, ultime seigneur de Lavaux. Il est reconnu que ce dernier âgé de trente ans est au service de la Maison d’Autriche depuis l’âge de quinze à seize ans et qu’il n’a pas discontinué d’être au service de la dite Maison. « Considérant que le décret de la Convention nationale du 14 nivôse an III porte qu’il ne sera plus donné suite au séquestre (...) des biens appartenans aux habitans de pays en guerre avec la République, et que Léopold de Gavre étant d’un pays en guerre avec la République française, il doit jouir du décret du 14 nivôse an III ».
Léopold de Gavre retrouve donc, en droit, son domaine de Lavaux. Toutefois, étant au service d’une nation en lutte contre la France, il lui était impossible de revenir au pays. C’est ainsi qu’une séance d’adjudication publique d’un bail pour un terme de trois ans sur le domaine de Lavaux se tient à Wellin le 17 mars 1799.
Par l’intermédiaire d’un homme de paille, c’est le notaire Laffineur d’Eprave, gestionnaire des biens de la famille de Gavre qui emporte l’adjudication. Le château et le domaine de Lavaux vont entrer intacts dans le XIXe siècle. Le 10 novembre 1810, château et domaine sont vendus aux familles Malacord et Fischbach de Stavelot.
Avec l’effacement de son dernier seigneur, la vieille demeure seigneuriale quitte l’histoire. En 1905, le pilori qui était au milieu de la cour du château est vendu au Musée de Mariemont.

### Victime de la conscription
Afin d’alimenter les guerres de la République et de l’Empire, la France avait besoin de matière première : la chair à canon.
Néanmoins, cette conscription sera moins lourde que ce qu’on pourrait imaginer. En 1798, le département de Sambre-et-Meuse comptait une population de 165 191 habitants.
De l’an VII à l’an XIII, 14 355 jeunes hommes étaient inscrits pour le tirage. Seuls 2 078 ont été enrôlés dans l’armée. Parmi ceux-ci, un jeune homme natif de Lavaux, Antoine Godenne est affecté au 53e régiment d’infanterie de ligne comme grenadier au 1er bataillon. Ce régiment faisait partie de l’Armée d’Italie depuis 1800.
Cette armée franchit la Piave et le Tagliamento en novembre 1805. Antoine Godenne fut-il blessé ou malade ? Il entre à l’hôpital Saint-Sylvestre de Vicence le 21 février 1806 et y décède le 26 mars.

### Village frontière
Terre liégeoise, Lavaux était bordé au sud, à l'ouest et au nord ouest par le duché de Luxembourg. Le 30 mai 1814, le premier traité de Paris laisse à la France les cantons du département de Sambre-et-Meuse qui entourent Givet. La frontière passait entre Focant qui était dans le royaume de France, département des Ardennes et Lavaux qui faisait partie du royaume des Pays-Bas, province de Namur.
Le second traité de Paris du 20 novembre 1815, ramènera la France aux frontières de 1790 et mettra fin à cette situation.

### Royaume de Belgique
De la période qui va de l’Empire à la Belgique indépendante en passant par l’intermède hollandais, il ne se passe rien de marquant à Lavaux sinon qu’en 1826 est dressé le premier cadastre officiel du village. On y constate que le centre de la localité s’est déplacé à l’actuelle place appelée « le baty », que la chapelle N-D. de Walcourt existait déjà ainsi que le mur autour du cimetière.
Après des siècles d’insécurité, de guerres et d’épidémies, Lavaux va pouvoir se développer à l’abri de la neutralité belge.
Ce seront 84 années prospères et heureuses vécues au rythme des saisons et des animaux. En 1843, l’héritière du domaine de Lavaux, Anne Elisabeth Fischbach épouse François Massange. C’est de cette époque que datent des bornes qui séparent la commune de Lavaux de la commune de Wellin. Elles existent toujours et sont marquées d’un W du côté de Wellin et d’un M du côté de Lavaux.
En 1832 la foire de Lavaux des 27 et 28 juillet existe toujours. Elle est très fréquentée ; on y vend principalement des draps, des étoffes de coton, des toiles et un grand nombre d'autres marchandises.
En 1868, il est signalé que le château n'est plus habité depuis longtemps mais qu'il est bien entretenu par son propriétaire. On signale également les remarquables escaliers.
Il y avait quatre ponts : un en pierre et un en bois sur la Wimbe et deux en bois sur le Gongon. En septembre 1876, on monte le pont métallique sur la Wimbe, d'un poids de 12 tonnes 450. Il a été construit par les ateliers de La Providence à Marchiennes.
C’est dans la décennie 1870 qu'a été construite l’école des filles. Les dépenses furent considérables. De plus, un ouragan ayant endommagé l’église le 12 mars 1876, il est fait appel au sieur Michet de Wellin qui accepte de prêter de l’argent à la commune de Lavaux, moyennant intérêt.
En cette fin de XIXe siècle, la Société Archéologique de Namur entreprend des fouilles sur le « tienne de la vieille église ». À cette occasion, plusieurs tombes franques ainsi que les fondations de la vieille église de Jusserenne seront mises au jour.
Le service wallon des fouilles a rouvert un chantier de 2005 à 2009 sans résultats nouveaux.

### Anne Joseph Mélanie Lejeune
Anne Joseph Mélanie Lejeune est née à Lavaux le 12 mai 1819. Elle entre chez les sœurs de Notre-Dame à Namur en 1845 sous le nom de sœur Laurence et prononce ses vœux en 1847. En 1843, le père jésuite De Smet, évangélisateur des Indiens d'Amérique vient demander de l'aide chez les religieuses de Namur pour la mission de l'Oregon.
Ce prêtre flamand, arrivé dans les montagnes Rocheuses en 1840, est le protecteur des Indiens ; il obtient la paix entre Sioux et Têtes-Plates et essaye de reproduire les Réductions du Paraguay. Il traitera avec Sitting Bull car il est le « seul blanc dont la langue n'est pas fourchue ». Fin 1843, un premier groupe de religieuses part pour le Nouveau-monde.
Le 20 septembre 1845, monseigneur Blanchet, évêque de l'Oregon qui fait une tournée en Europe afin d'intéresser les fidèle à sa mission américaine, arrive à Namur. La mère supérieure choisit alors sept sœurs pour accompagner cet évêque de retour dans son diocèse. Sœur Laurence fait partie de ce second groupe. Le 21 décembre 1846 au matin, la messe est célébrée par Mgr Blanchet et le groupe est béni par l'évêque de Namur. À 16 heures, au milieu de l'émotion générale (c'était un voyage sans retour et plein de dangers), elles prirent le train vers Braine-le-Comte et de là, partirent vers Paris via Amiens en voiture de poste.
Dans la capitale française, elles sont hébergées par les dames de Saint-Maur, dites de l'Enfant-Jésus. Le bateau ne devant appareiller qu'en février 1847, les sœurs visitent les grands monuments religieux de la capitale française. Elles devront ensuite rejoindre Le Havre pour embarquer sur l’Étoile de la mer qui vient d'être rebaptisé Étoile du matin en l'honneur des religieuses, filles de Notre-Dame, « étoile du matin » étant un des titres de la Vierge Marie. Le voyage vers l'Oregon dure sept mois, le navire longe les côtes est américaines, passe le cap Horn et remonte la côte Ouest américaine vers le nord.
Le 29 août 1847, de Wallamette, huit jours après son arrivée, sœur Laurence envoie une belle lettre à sa supérieure de Namur pour lui décrire l'arrivée et l'installation des Sœurs : les retrouvailles avec les religieuses déjà sur place depuis 1843 sont très émouvantes.
Sœur Laurence se voit confier les orphelines (souvent métisses entre indiennes et blancs). Les sœurs arrivent à temps pour la récolte du blé, du houblon et de l'avoine, Il y a un grand jardin potager pour lequel il faut aller chercher l'eau à une rivière assez éloignée.
La communauté possède 27 vaches, 23 veaux et un taureau. Ces bêtes ne demandent pas grand entretien car elles sont dans les bois et « reviennent pour donner leur lait ». Il y a aussi 100 poules et deux gros chiens pour protéger le couvent. La nuit, on entend hurler les loups. Sœur Laurence remercie encore sa supérieure de l'avoir choisie pour cette mission. On est frappé par le beau style et l'orthographe impeccable de cette petite paysanne...
La religieuse ne dit pas l'inconfort qui attend ces jeunes européennes : les bâtiments sont des baraques en planches mal jointes dont on bouche les ouvertures avec de la mousse ramassée dans les bois, L'hiver dure quatre mois et est très rigoureux, Il y a des quantités invraisemblables de punaises dans les lits et sur les murs et aussi des moustiques. Les sœurs souffrent de la dysenterie et des poux. Elles se mettent courageusement au travail en plantant de nombreux arbres fruitiers.
Dans la nuit du 28 au 29 janvier 1849, une partie du couvent est détruit par un incendie. Sœur Laurence risque sa vie pour sauver les provisions de la cuisine. On ne déplore aucune victime. Les voici, avec les orphelines dans la neige et le froid de ces contrées. La population de l'Oregon qui compte plus ou moins 250 000 personnes (Indiens et Européens) leur vient en aide, les héberge et les aide à construire.
Toujours en 1849, une épidémie de typhus se déclare dans la communauté, sœur Laurence est atteinte et s'en sort de justesse.
En 1850, c'est une épidémie de fièvre jaune qui atteindra la région ; 25 enfants sont soignés à l'hôpital mais 11 moururent malgré les soins attentionnés des sœurs. Les Sœurs n'oublient pas que leur mission est d'évangéliser et de faire connaître les techniques modernes aux femmes indiennes. Les Indiens vivent de chasse et de pêche, On ne compte pas moins d'une trentaine d'idiomes différents. Les Sœurs s'expriment en tchinouk mélangé à du français canadien.
L'année 1849 voit le début du dépeuplement de l'Oregon au profit de la Californie voisine où l'on vient de découvrir de l'or. Leur présence en Oregon devient inutile et le vicaire apostolique de Californie offre l'hospitalité aux deux communautés de l'Oregon (Oregon City et Wallamette). La mère supérieure choisit un terrain à San José alors capitale de l'État, Santa Clara street (San Francisco ne comptait à ce moment qu'une vingtaine de maisons). Les premières sœurs s'y établissent le 2 juillet 1851. Quant aux maisons de l'Oregon, celle de Wallamette partira en Californie au printemps 1852 et celle d'Oregon City en 1853.
C'est donc à San José que sœur Laurence exercera son apostolat jusqu'à son décès le 22 novembre 1887. Elle est enterrée au cimetière catholique Santa Clara Mission Cemetery. Sa tombe semble toujours exister.

### Modernité
Dès 1904, le conseil communal considère l’importance d’un raccordement téléphonique au réseau de Wellin et adopte un budget afin de payer l’abonnement. C’est en ce début de siècle que les maisons commencent à être couvertes d’ardoises qui remplacent le chaume traditionnel.
La première automobile est apparue sur les chemins de Lavaux peu avant 1914. Elle appartenait à Gustin de Villers-sur-Lesse.
Les gares de chemins de fer les plus proches étaient Vignée ou Villers-sur-Lesse sur la ligne 150 (en service le 23 septembre 1888 pour ces deux gares). On pouvait également prendre à Ave, le tram vicinal (en service le 1er février 1894) qui permettait de rejoindre Rochefort ou Wellin-Grupont dans l'autre sens.

### Première Guerre mondiale
Le danger de guerre se précisant, l’Armée belge mobilise ses réservistes. Ceux de Lavaux quittent leur village en pensant que les traités de neutralité de 1839 seront respectés et que leur rôle se bornera à surveiller la frontière comme ce fut le cas en 1870. Le 1er août 1914, les fils du village rejoignent leurs garnisons. Fort de sa volonté d’en finir une bonne fois pour toutes avec la France, l’Empire allemand viole la neutralité. L'Angleterre et la France envoient des troupes dans le pays afin de contrer l’offensive germanique.
Lavaux, situé en dehors des grands chemins, évitera le passage des troupes allemandes qui avaient déjà massacré tant de civils dans la province de Luxembourg à l’été 1914. Pour les mobilisés, ce seront les durs combats de 1914, Liège, Namur, le siège d’Anvers, la bataille de l’Yser, la garde aux tranchées, l’offensive libératrice de 1918, et aussi, pour certains, la captivité en Allemagne ou l’internement en Hollande. Deux exemples : Léon Daune qui fera toute la campagne, au 13e et ensuite au 19e de ligne et sera blessé lors de l’offensive libératrice de 1918 et Joseph Goderniaux, affecté au 5e de ligne de forteresse à Anvers et qui, à la suite de la chute de la ville (9 octobre 1914), sera interné en Hollande pour la durée de la guerre.
Des régiments du corps de cavalerie Sordet passent à Lavaux. Dès le 6 août 1914, le Corps de cavalerie français du général Sordet passe la frontière à Bouillon. De cette ville, le général fait envoyer un télégramme au roi des Belges afin de l'informer de son entrée en Belgique. Ce corps de cavalerie est composé de régiments de cuirassiers, de dragons, de hussards, de chasseurs à cheval, d'unités du génie, d'artillerie, de cyclistes, de gendarmerie et d'un régiment d'infanterie transporté en autobus parisiens.
Ces régiments sont équipés avec beaucoup de panache: tuniques bleues, culottes rouges, casques argentés à queue de cheval, shakos, lances, sabres, carabines, etc. Une vingtaine de généraux soulignent le prestige de la troupe. Dix-huit régiments de cavalerie (600 hommes par régiment) composent le corps accompagnés des unités citées plus haut.
L'objectif de cette masse de cavalerie est la ville de Liège qui est violemment attaquée par l'armée allemande. L'enthousiasme des populations est indescriptible. Les soldats reçoivent des cadeaux de tous, cigares, alcools, pâtisseries, médailles religieuses, etc.
Les gamins des villages ne les quittent pas d'une semelle. Quelle impression de puissance dégagent ces unités de l'une des plus prestigieuses armées du monde ! La population se sent en confiance.
Le 7 août, c'est le 32e régiment de dragons de Versailles qui passe à Lavaux pour s'installer à Genimont où cantonne l'État-Major du régiment et le 1er escadron ; le 2e escadron ira à la ferme de Nanfal et le reste du régiment à Villers-sur-Lesse. L'état-major de la 11e brigade de dragons, général Corvisart (27e et 32e) prend également ses quartiers à Génimont.
Quant au 27e régiment de dragons venant également de Versailles, il prend ses quartiers à Lavaux vers 18h30. Tous les villages des alentours regorgent de troupes françaises. Les chambres sont réservées aux officiers. Quant aux sous-officiers et soldats, ils se contentent des granges et des fenils. Toutes ces unités partent vers Liège le lendemain au petit matin.
Le neuf août à 18h45, c'est le 29e régiment de dragons de Provins qui investit le village et y restera encore toute la journée du lendemain. Il quittera ce cantonnement le 11 à 5h20 du matin.
Le 12 août, le Corps de cavalerie, hommes et chevaux éreintés par marches et contremarches sous l'épuisant soleil d'août refluent à l'ouest de la Lesse. Les chevaux requièrent des soins urgents. À 19h30, le prestigieux 1er régiment de cuirassiers de Paris établit ses quartiers à Lavaux. Son état-major s'installe dans la plus belle maison du Baty (celle de l'instituteur) et y déballe sa vaisselle raffinée pour le mess des officiers. Le 2e escadron et la section cycliste sont logés à Genimont.
L'état-major de la 2e brigade de cuirassiers (1er et 2e cuirassiers) cantonne également au village; il comprend le général Louvat, de nombreux officiers, son escorte et le personnel à son service. Le 13 et le 14, le régiment restera dans ses cantonnements de repos.
Le 14, une reconnaissance sera envoyée vers Han-sur-Lesse.
Le 15 août vers 2h du matin, tous les régiments se concentrent entre Revogne et Honnay afin de prendre la direction de Hastière pour repasser sur la rive gauche de la Meuse. Les habitants, après avoir vécu des heures exaltantes sous la protection de ces troupes se retrouvent seules à attendre les Allemands. Le Corps de cavalerie Sordet laisse 30 tués à l'est de la Meuse lors de combats avec la cavalerie allemande.
Le 27e dragons aura un cavalier tué, Jules Capron à Laloux, le 13 août. Le 32e dragons aura également un tué ; François Duval (23 ans) grièvement blessé à Hamayde le même jour vers 5h30 et fait prisonnier. Les Allemands interdisent à la population de porter secours au malheureux qui tend sa montre pour obtenir un peu d'eau. Alors qu'il est agonisant, les Allemands permettent son transfert vers 16h30 dans une maison où il décède peu après. Il est enterré au cimetière militaire de Maissin (tombe no 255).
Le 6 octobre 1914, l’armée allemande réquisitionne l’avoine et le seigle. La commune doit alors à faire face à la détresse des ouvriers et des petits cultivateurs. Heureusement, les États-Unis, encore neutres, émus par l’héroïsme de la Belgique, vont fournir une aide alimentaire massive aux populations qui évitent ainsi une terrible famine.
Le 22 août 1914 a lieu la première grande bataille entre Français et Allemands. Cette bataille dite « des frontières » se déroule sur un arc de cercle qui part de Mons en passant par Dinant, Maissin, Virton. Ce fut un véritable massacre de l'infanterie française.
Beaucoup de soldats français sont coupés de leurs unités et errent seuls ou en groupe dans les forêts d'Ardenne. L'été, la survie était possible mais vint l'automne et le mauvais temps...
Un soir de novembre, un soldat français, rescapé de la bataille d'Ochamps vint frapper à la porte d'une maison du village. Il était grelottant, malade, sale, affamé. Pris de pitié le couple lui offrit à manger et l'hébergement.
Plus tard, six de ses camarades trouvèrent l'hospitalité chez Edouard Bernier, Gustave Bernier, Adelin Noël et Augustine Thomas.
Pour leur entretien, tout le village apporta sa contribution : vêtements, vivres, logements. Les Français payaient en travaillant pour les habitants. Malheureusement, il s'est trouvé un traître qui fit part de cet hébergement clandestin à la Kommandantur de Wellin.
Dans la nuit du 7 au 8 février 1915, les maisons hospitalières furent cernées par les soldats allemands. Nul ne put s'échapper. Soldats français et hôtes belges furent emmenés.
Le bourgmestre fut aussi inculpé sous le prétexte qu'il savait ce qui se passait dans son village. Tout le monde fut enfermé et interrogé à l'hôtel de ville de Wellin. Le lendemain, soldats et valésiens furent emmenés à Libramont où ils restèrent quatre jours.
C'est en ce lieu que les soldats français furent séparés du groupe et envoyés en captivité en Allemagne au camp de Limburg. L'un d'eux y décédera en 1916.
Édouard et Gustave Bernier et Adelin Noël furent conduits à Namur pour y être jugés et condamnés à 10 ans de travaux forcés en Allemagne pour avoir nourri et hébergé des soldats français. Le bourgmestre fut libéré après 15 jours d'emprisonnement.
Après huit jours d'angoisse, les condamnés comparurent à nouveau devant le tribunal militaire allemand qui leur annonça qu'en vertu d'une décision du gouverneur général (allemand) de la Belgique, leur peine était commuée en 6 mois de prison. Cette diminution de peine fut obtenue grâce à l'intervention du curé de Villers-sur-Lesse. Le 2 mai, les détenus prirent le train pour l'Allemagne pour être incarcérés à Aix-la-Chapelle.
Dépouillés de tous leurs objets personnels et provisions ils furent obligés d'endosser un infâme costume de prisonnier et affectés à un atelier où ils confectionnaient des boites destinées aux produits pharmaceutiques et des allumettes. La nourriture était des plus frugales : le matin, une petite ration de pain noir et une tasse de « café », à midi, une infecte soupe de rutabagas et le soir un peu de riz à l'eau dont la cuisson était imparfaite.
Le 21 mai, les déportés furent transférés à la prison de Düsseldorf où ils demeurèrent enfermés seuls dans des cellules de 2 m sur 3 pendant de longues semaines. Dans les couloirs, ils entendaient les cris d'autres détenus belges et français subissant les maltraitances des sadiques geôliers allemands.
Le 17 août 1915, les trois déportés sont libérés. Après deux jours de voyage, ils revinrent à Lavaux qui leur fit un accueil triomphal.
Après la guerre, ces patriotes reçurent la croix civique de 1re classe et la médaille des déportés politiques.
Les soldats français étaient :
- Delpech Maurice de Lavergne (Lot-et-Garonne)
- Roudames Abel de Pont de Casse (id)
- Bartherotte Victor de Barthèse (id)
- Molles Jacques aux Zoullés par Montesquiou (Gers) caporal au 88e RI décédé le 30 mai 1916 prisonnier en Allemagne
- Caby Prosper de Capens (Haute-Garonne)
- Charpentier Raoul de Artigillon
- Destenil... Gironde

En 1918, le conseil communal commandera une étude quant à la possibilité de produire de l’électricité avec la chute du moulin. Les projets sont restés dans les tiroirs...

### Sauvegarde du château par la baronne
En 1924, le château et son domaine sont vendus à la société Berheim qui morcèle la propriété. Sorti quasiment intact du XIXe siècle, le château va être pillé. Il ne serait plus qu’un souvenir si la femme du baron Lemonnier, qui chassait à Lavaux et y venait en villégiature depuis l’avant-guerre, ne s’était émue de son triste état. Elle laissera une grande partie de sa fortune pour rendre au château son éclat d’antan. Tous les corps de métiers seront requis pour ces travaux et certains y connaîtront le début de leur réussite. C’est à elle que la commune doit ce monument qui a attiré tant de touristes depuis 70 ans.
Providence du village, elle résolvait les problèmes administratifs et autres que venaient lui exposer les villageois. Elle était disposée à améliorer le village en payant divers aménagements mais elle s’est heurtée à l’incompréhension des autorités communales.
C’est aussi elle qui fera restaurer l’église et lui donnera son aspect actuel.
La baronne Lemonnier est décédée en 1945 mais son souvenir reste vivace par divers monuments au château et à l’église. Lors de la fusion des communes, il a été décidé, à juste titre, de donner son nom à la rue principale du village. Le château a été classé par arrêté royal du 1er février 1937.

### Les temps nouveaux
L’électricité arrive à Lavaux en 1931. Pour encourager les habitants à se raccorder au réseau, le conseil communal octroie une prime aux nouveaux abonnés.
La circulation automobile commence déjà à représenter un danger et la commune légifère en 1933 : la vitesse des véhicules automoteurs traversant le village est désormais limitée à 20 km/h. Mais un autre problème retient l’attention des autorités : la pudeur publique !
Étant donné que l’usage de bains de soleil et de rivière tendait à se répandre, il fallait prendre les dispositions nécessaires pour éviter le trouble de l’ordre public par des atteintes aux sentiments de pudeur et de décence des populations. Le conseil communal se penchant sur le « problème » arrête :
« Art I : Il est strictement interdit de prendre des bains de rivière, de ruisseau ou de soleil sans être revêtu d’un costume suffisant pour sauvegarder la décence et les bonnes mœurs.
- Art II : Les costumes de bains devront être attachés aux épaules.
- Art III : Il est pareillement interdit de se promener en costume de bain ou pyjama mettant le dos à nu dans les rues de la commune ;
- Art IV : Avant comme après les bains ou au cours des ébats sportifs auxquels ils se livreraient le long de l’eau, les baigneurs devront s’abstenir de toute attitude susceptible de froisser les sentiments de décence du public ».

La radio fait aussi son entrée au village. C’est le curé Lecocq qui achètera le premier appareil qui, en 1934, fera immédiatement connaître le décès du roi Albert.

### Seconde Guerre mondiale
Dès 1919, le maréchal Foch disait : « ce n’est qu’un armistice de vingt ans et nous aurons à nouveau la guerre ». Guerre gagnée, victoire perdue. Les fêtes de la victoire terminées, les populations avaient compris que l’Allemagne reviendrait. C’est l’époque de la création de la Ligne Maginot en France et de la modernisation et du développement des fortifications face à l'est.
Dans les grandes villes, les autorités distribuent des masques à gaz à la population et créent des corps civils de défense passive.
En 1933, le 10e régiment d’infanterie de ligne caserné à Arlon devient le régiment des chasseurs ardennais. Il a pour mission de retarder l’envahisseur germanique dans la région dont sont natifs ses soldats. La Belgique est neutre... mais réaliste. Dès cette époque, la plupart des garçons du village feront leur service militaire dans cette unité.
Régiment d’élite, coiffé du béret vert, il donnera naissance à plusieurs autres régiments de Chasseurs ardennais. En 1940, ils formeront deux divisions sur les vingt-deux que comptait l'armée. Ils seront équipés de l’équipement non offensif (neutralité oblige) que leur concédera le gouvernement belge : canons antichars de 47 mm (les meilleurs de l’époque) et chars T-15 mais surtout le chasseur de chars T13. Rappelés dès la fin du mois d’août 1939, les réservistes monteront la garde aux frontières jusqu’à l’offensive du 10 mai 1940.
Sous le commandement du roi Léopold III, ils s’illustreront dans tous les combats et plus particulièrement à la bataille de Vinkt, sur la Lys, où les chasseurs ont infligé de lourdes pertes à l’assaillant qui s’est alors vengé par le massacre de la population civile du lieu. Selon l'historien anglais Liddle Hart, le sacrifice de l'armée aura permis le rembarquement des troupes anglaises, gage d’espoir pour la libération de l’Europe.
Lavaux pleurera un de ces héros morts lors de ce combat : Joseph Brasseur (né le 21 mars 1918) du 3e Ch.A. Blessé au poumon et au bras gauche le 27 mai 1940, il est décédé le lendemain à Bruges au 19, Peterseliestraat. Il sera rapatrié et inhumé dans son village en août 1940. C’est le seul militaire de Lavaux tué au cours des deux conflits mondiaux. Pour la plupart de ses compagnons, ce sera le rude exil de cinq ans dans les stalags. L’un d’entre eux, Joseph Deloyer du 3e Ch.A également, sera rapatrié d’Allemagne le 23 septembre 1942 comme grand malade. Il décèdera à Lavaux le 3 février 1944.
Certains, restés ou revenus au pays n’ont pas voulu baisser les bras face à l’occupant. Ce sera le cas, entre autres, de Jean Daune, fils d’un combattant de 14-18, ou de Camille Bernier ancien de l’artillerie des Chasseurs ardennais, qui seront actifs dans la Résistance locale.
Albert Marius Vincent Long est né à Roquevaire, petite ville située au pied du massif de la Sainte-Baume en Provence, le 19 janvier 1915. Appelé du contingent en octobre 1936, il fait un service militaire de deux ans au 5e bataillon de dragons portés. C'est une unité moderne équipée d'automitrailleuses, de motos et de camions pour transporter les troupes. Les soldats portent l'équipement et le casque des troupes blindées. Il est motocycliste.
Les bruits de guerre devenant plus précis, Albert est rappelé le 20 mars 1939 dans son unité qui reprendra en décembre de la même année l'appellation et les traditions du 5e régiment de dragons auquel on adjoint le mot de « portés » (5e RDP).
En janvier 1940, Albert bénéficie d'une permission pour aller se marier à Roquevaire avec Georgette Ravel. Le couple élit domicile dans cette commune. Mais les impératifs militaires obligent les jeunes époux à se séparer rapidement et... pour toujours.
Le 5e RDP est scindé en deux bataillons dont l'un est stationné à Rocroi et l'autre à Fumay. Il fait partie de la 1re division légère de cavalerie (1re DLC) qui, avec trois autres DLC et deux brigades de Spahis sont envoyées dans les provinces de Namur et de Luxembourg dès l'appel à l'aide du gouvernement belge. Le 10 mai au matin, la 1re DLC monte vers le nord et va prendre position sur la Meuse au nord de Dinant.
Le 11, la division, dont certaines unités sont encore à cheval, fait mouvement pour se fixer sur une ligne Hargimont, On, Jemelle, Forrières, Lesterny. L'état-major du 5e RDP est à Rochefort. Les militaires français font sauter les ponts et repoussent quelques attaques allemandes. Aux premières heures du 12 mai, le 5e RDP fait retraite vers Villers-sur-Lesse et place des postes de surveillance aux carrefours de la route Dinant-Neufchâteau, dont celui de Genimont qui, s'il est franchi, assure aux Allemands la voie libre vers Beauraing et Givet.
La 32e division d'Infanterie allemande, originaire de Poméranie, a franchi la frontière belge à la pointe nord du Grand-Duché de Luxembourg et se dirige vers Givet où elle doit franchir la Meuse. Ses unités de reconnaissance, venant de Wavreille, atteignent Ave et Auffe vers 13h25. Quelques minutes plus tard, elles descendent les Auges et sont prises pour cible par les militaires français.
Un combat s'engage dans lequel les Allemands vont déployer 15 canons antichars. Le combat principal eut lieu à l'ouest de la localité; Albert Long est tombé à la limite entre la commune de Lavaux et celle de Villers. Il est enterré dans un champ, à la sauvette.
Aucune des deux communes ne dressera d'acte de décès, ce qui vaudra beaucoup de tracas à la malheureuse veuve car l'autorité militaire française ne voudra pas reconnaître, en 1941, le décès annoncé par un particulier. Un habitant de Lavaux, Victor Dubois, ancien combattant de la Grande Guerre qui deviendra bourgmestre de son village en 1946, est ému par le peu de dignité de la sépulture de ce héros. Il exhume le corps du soldat, fait l'inventaire des objets personnels, trouve la plaque d'identité, achète un cercueil à ses frais, creuse la fosse au cimetière et fait procéder à une inhumation digne, présidée par le curé. Les habitants de Lavaux réciteront ensuite le chapelet autour de la tombe.
Victor Dubois a entre les mains la plaque d'identité qui comporte ces seules inscriptions : 1935 Long Albert 283 Marseille (année de la classe d'appel, nom, prénom, n° et nom du centre de recrutement pour les appelés de la région). Il se mit en devoir d'écrire au maire de Marseille pour lui relater les faits et demander de prévenir la famille du décès de son soldat et de son inhumation dans la dignité. Il signale aussi qu'il est en possession de quelques objets personnels. Ceux-ci seront remis à la veuve en 1941 par l'intermédiaire de la Croix-Rouge internationale.
Dès la fin de la guerre, le corps a été rapatrié à Roquevaire par les soins de l'armée française, ce qui donna lieu à une petite cérémonie. Jusqu'au milieu des années 1970, avant chaque messe dominicale, le curé recommandait « à vos bien charitables prières » le soldat français Albert Long dans la liste des défunts du village.
Pour célébrer le 70e anniversaire de cet événement et en garder la mémoire dans l'histoire locale, une croix commémorative a été élevée sur le lieu même du décès.
En 1943, Lavaux, comme tant d’autres villages subira la réquisition des cloches par l’occupant. Manquant de matières premières, les Allemands firent main basse sur cette ressource indispensable pour leurs fabrications de guerre.
Le 25 mai 1944, un bombardier américain a fait un atterrissage d’urgence à Rochefort. Il y avait neuf hommes d’équipage à bord. Quatre aviateurs américains ont été amenés à Lavaux par les réseaux de Résistance. Goldstein, Peterson, Shimansky et Engelman ont été hébergés au pavillon de chasse du Solin. Nourris et habillés en civil par Camille Bernier, ils ont pu rejoindre leurs armées via la Résistance belge. Fin décembre 1944, des parachutistes anglais de la 6e division aéroportée accompagnés de blindés de la British 29th Armoured Brigade logent au village. Ils feront face à l’offensive allemande sur les Ardennes à Wavreille, Bure, etc.

### Dernier siège du château
En 1942, le château de Lavaux, loin des grandes villes et nœuds de communications avait été choisi pour abriter les œuvres d’art des musées d’Anvers. Quelques pompiers d’Anvers et une poignée de gendarmes belges gardaient ce trésor.
Le 9 août 1944, quelques résistants viennent au château pour obtenir les armes des gendarmes et volent trois pistolets. Le lendemain, les gendarmes mis en alerte soutiennent un combat d’une demi-heure contre les résistants qui sont revenus en nombre. L’abbé Lecocq s’interpose pour obtenir une cessation des hostilités. Nouvelle attaque le 11 mais un renfort de 50 gendarmes vient d’arriver et... quelques Allemands avec une auto-blindée qui vont rapidement mettre en fuite cette poignée de résistants. Les Allemands ont encerclé le village au petit matin suivant afin de retrouver ces résistants qui n’étaient pas de Lavaux.

### La religion au fil des jours
La religion catholique et son calendrier liturgique rythmait le temps des villageois d’année en année.
Noël, la fête de la lumière du Dieu fait homme, le Carême, période de recueillement et de privations alimentaires au sortir de l’hiver (où l’on mangeait très gras !), Pâques qui fête la résurrection du Christ et voit la renaissance de la nature au printemps (du concret), la procession des Rogations dans les campagnes (1er jour : de l'église au chêne de St-François ; 2e jour : de l'église vers le bas du village, les Montats, ND de Walcourt et retour par la rue basse ; 3e jour : de l'église à Genimont), antique coutume pratiquée afin d’attirer les faveurs divines sur les récoltes, les processions de la Fête-Dieu (de l'église vers le bas du village jusqu'à ND de Walcourt et retour) et du 15 août (le haut du village) où chacun avait à cœur de décorer sa porte ou ses fenêtres de fleurs et de statues honorées en sa demeure pour faire honneur au Christ-hostie qui, porté par le curé, parcourait le village, la Toussaint qui ravive le souvenir des défunts. Croyants fervents, tièdes ou de convenance, tous participaient aux offices.
L’église était le point de rassemblement du village. Les défunts, pieusement inhumés autour de l’église, n’étaient pas rejetés du cercle des vivants mais étaient proches du lieu que tous fréquentaient. Après la messe du dimanche, il n’y avait qu’un pas à faire pour leur rendre une courte visite. Les paysans d’autrefois, étaient tellement au contact de la nature et en harmonie avec elle, qu’ils s’effrayaient peu de la fin de leur condition humaine mais se préoccupaient de leur devenir post-mortem. Par exemple, au XVIIIe siècle, les habitants de Focant se sont cotisés pour obtenir un vicaire résidant car des personnes étaient mortes sans sacrements vu le long chemin que devait parcourir à pied nuit et jour, hiver comme été, le curé de qui dépendaient plusieurs villages ou hameaux.

### Jusqu'au remembrement
En 1947, les rues reçoivent un nom ; rue grande, rue basse, rue de l’église et rue du château. Les maisons reçoivent un numéro. 1949 voit naître une polémique au sujet de la date de la fête du village.
Ainsi qu'il a été dit plus haut, elle avait lieu le dimanche qui suit le 9 octobre depuis des temps immémoriaux. À la suite des travaux ayant eu lieu dans l’église, celle-ci est reconsacrée le 8 octobre 1942 par l’évêque de Namur, monseigneur Charrue.
Après diverses tractations entre le curé et les autorités communales, il est décidé que la ducasse aura désormais lieu le dimanche qui suit le 8 octobre. En cette même année, on décide de remplacer les cloches volées par les Allemands.
L’abbé Lecocq, curé haut en couleur, prend sa retraite en 1956 après 25 ans de sacerdoce à Lavaux. Décédé peu de temps après, il repose au cimetière de Lavaux. Il est remplacé par l’abbé Michotte qui restera quelques années et sera lui-même remplacé par l’abbé Fogen dernier curé résidant à la cure.
C’est aux alentours de 1961 qu’a été installée la distribution d’eau courante. Jusqu’à ce moment, trois fontaines publiques, dont deux existent toujours, alimentaient les habitants en eau potable.
Un grand incendie s’est déclaré à la ferme du château le 6 août 1960. Le foin et la paille ont brûlé pendant plusieurs jours. Les bâtiments sont restés sans toit pendant de nombreuses années.
C’était l’époque du plein emploi et de l’expansion de l’industrie métallurgique française de la région de Givet. Un autobus français parcourait la région matin et soir pour transporter les travailleurs frontaliers dont certains étaient de Lavaux.
Le remembrement ! Voici un mot qui aura fait couler beaucoup d’encre et alimenté bien des conversations. Avec le temps et les partages familiaux, les lopins de terre devenaient de plus en plus petits. On a décidé de remettre à zéro le système de répartition des terres par de savants échanges afin que chacun ait un ou des grands terrains et non plus un grand nombre de petites parcelles. Pour ceux qui ont connu la période antérieure à cette opération, la différence a été très visible. Nombre de haies et de bosquets ont disparu au détriment de la faune. Les chemins vicinaux ont été redressés et asphaltés. Une partie de la voie romaine a été rayée de la carte ainsi que le « chemin des morts ».
Il existe un projet de lettre rédigé conjointement par l’abbé Michotte et le conseil communal demandant l’aide des rois Léopold III, Baudouin et de la princesse Liliane afin d’obtenir la restitution des fonts baptismaux et d’un bénitier vieux de cinq siècles qui ont été enlevés au XIXe siècle par un notaire de Ciney et remis au musée archéologique de Namur. Cette supplique, de septembre 1956, a-t-elle dépassé le stade du brouillon ?
Encore un dernier mot en hommage à la fanfare du village qui, coiffée de la casquette couleur lie de vin, animait toutes les fêtes et célébrations patriotiques. Elle non plus ne survivra pas à la modernité.

### Fondation de laFraternité de Tibériade
En 1979, dans le lieu-dit "Bois du Charnet" à proximité de Lavaux-Sainte-Anne, fût fondée la Fraternité de Tibériade. Dès le milieu des années 1970, Marc Piret, un jeune originaire d'Auvelais s’était retiré dans le “Bois du Charnet”. Avec plusieurs amis, ils y menèrent une vie communautaire faite de simplicité et de travail manuel. Durant une nuit de Pâques qu'il célébrait au Monastère de Chevetogne, Marc reçoit l’appel du Christ à le suivre et aimer l’Église. Quelques années plus tard, le 25 avril 1979, il fit des vœux dans les mains de Mgr Robert Mathen, alors évêque de Namur et écrivit une Règle de vie intitulée "Jésus notre fondateur".
Très vite, le nom de la communauté naissante s’impose à fr. Marc: le récit évangélique de la marche de Pierre sur les eaux (Mt 14, 22-33) touche fortement fr. Marc qui perçoit la suite du Christ comme un appel à marcher dans la foi, à avancer dans la confiance. Des frères rejoignent fr. Marc après quelques années et en 1995, la branche des sœurs commence.
La Fraternité de Tibériade compte aujourd'hui une trentaine de frères et une dizaine de sœurs. Elle rayonne à travers le monde et vit sa mission auprès des jeunes et des familles.

## Liste des bourgmestres et des curés
Bourgmestres
- 1806 - 1808 : Alexander Joseph Titeux, né à Maaseik en 1774 (maire sous le régime français).
- 1830 - 1843 : Jean Joseph Lejeune, né à Lavaux le 11 août 1790.
- 1843 - 1848 : Jacques Montreuil, né à Wanlin en 1796.
- 1848 - 1859 : Édouard Binard, né à Lavaux le 21 août 1823.
- 1859 - 1883 : Théodore Lejeune, né à Lavaux le 15 octobre 1829.
- 1883 - 1884 : Joseph Marchal, né à Lavaux le 22 mai 1826.
- 1884 - 1892 : Édouard Lejeune, né à Lavaux le 2 octobre 1834.
- 1892 - 1921 : Jean Joseph Baquet, né à Lavaux le 3 mars 1853.
- 1921 - 1947 : Jules Lejeune, né à Lavaux le 26 décembre 1870.
- 1947 - 1959 : Victor Dubois, né à Sohier le 13 mars 1885.
- 1959 - 1965 : Jean Joseph Deloyer, né à Lavaux le 18 avril 1907.
- 1965 - 1976 : René Bernier, né à Lavaux le 2 août 1912.

Curés
- Abbé Henri Stanpine décédé en 1596 ;
- en 1624, abbé Hubert Le Masson ;
- en 1636, abbé Lambert de Vernuls, décédé en 1636 ;
- en 1637, abbé Nicolas Aubertin ;
- en 1666, 1682 abbé Anthoine Le Bourguignon, décédé en 1684 ;
- entre 1686 et 1719, abbé J. J. Demarche ;
- abbé Jean François Englebert, décédé en 1728 ;
- abbé Louis Rigaux, décédé en 1747 ;
- en 1764, abbé Jean François Lefebvre, décédé en 1771 ; inhumé sous la pierre de l'abbé Le Bourguignon ;
- 1770 – 1814, son neveu, abbé Jean Joseph Titeux, décédé en 1814 ;
- 1814 – 1826, son frère, abbé François Joseph Titeux, décédé en 1826 ;
- 1838 - 1858, abbé Ernest Mengal ;
- 1858, abbé Guillaume ;
- vers 1925, abbé Pirot ;
- 1931-1956, abbé Léopold Lecocq ;
- 1956 – 1962, abbé Louis Michotte ;
- 1962 – années 80, abbé Alphonse Fogen.

## Poids et mesures
Poids et mesures utilisés à Lavaux sous l’ancien régime et au début du XIXe siècle
- Le pied de Saint-Lambert est de 0,292 m.
- La verge de 16 pieds de Saint-Lambert est de 21 ares 4/5e.
- Le journal = 100 verges soit 21 ares 80 centiares.
- Le bonnier = 400 verges, soit 87 ares 19 centiares.
- Le pot est celui en usage à Dinant, soit 1,3 litre.
- La tome = 60 pots, soit 78 litres.
- La pinte = 1⁄2 pot, soit 65 centilitres.
- La chopine = 1⁄2 pinte, soit 32,5 centilitres.
- Le setier (ou rez) est celui en usage à Dinant, soit 31,16 litres.
- Le muid = six setiers soit 187 litres.
- La toise est de 6 pieds, soit 1,75 mètre.

Période d’utilisation du franc belge ou français
- Un sou = 5 centimes.
- L’assolement triennal 1re année : les blés d’hiver ou « espeautres » ; 2e année : les avoines ou « marsages » ; 3e année : laissé en friche, les « versaines ».

## Galerie

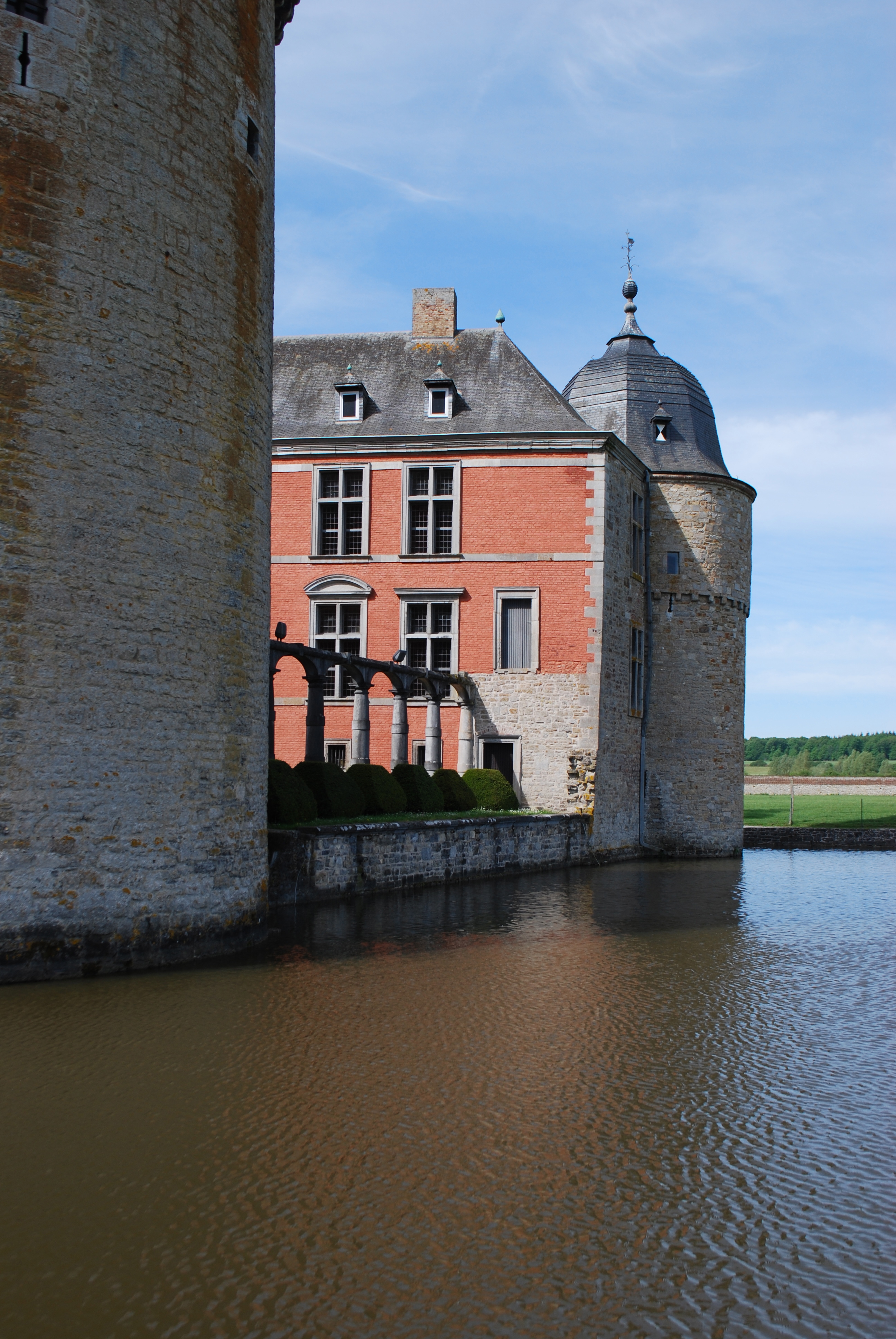
Les douves du château.
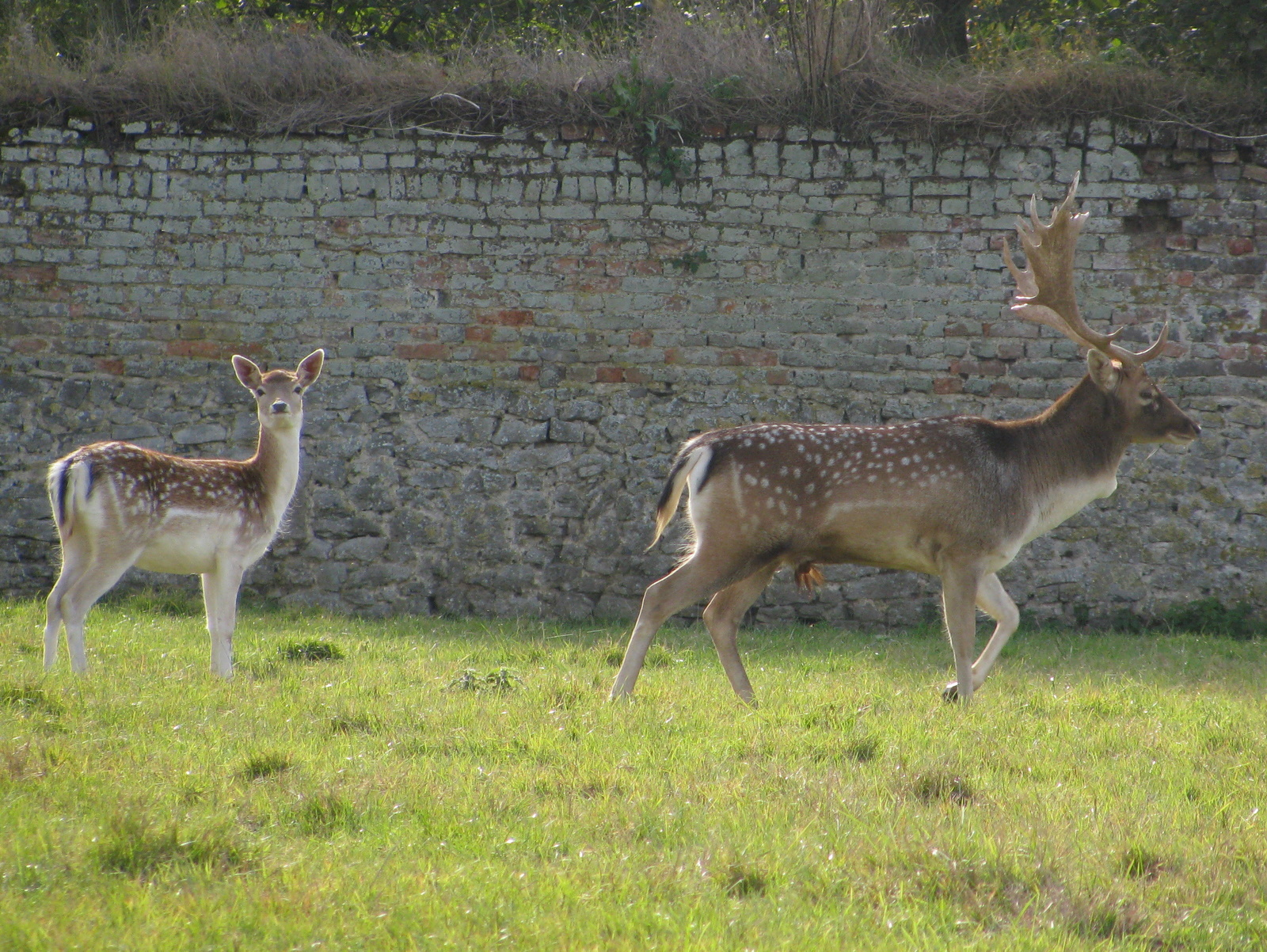
Daims dans la prairie du château.
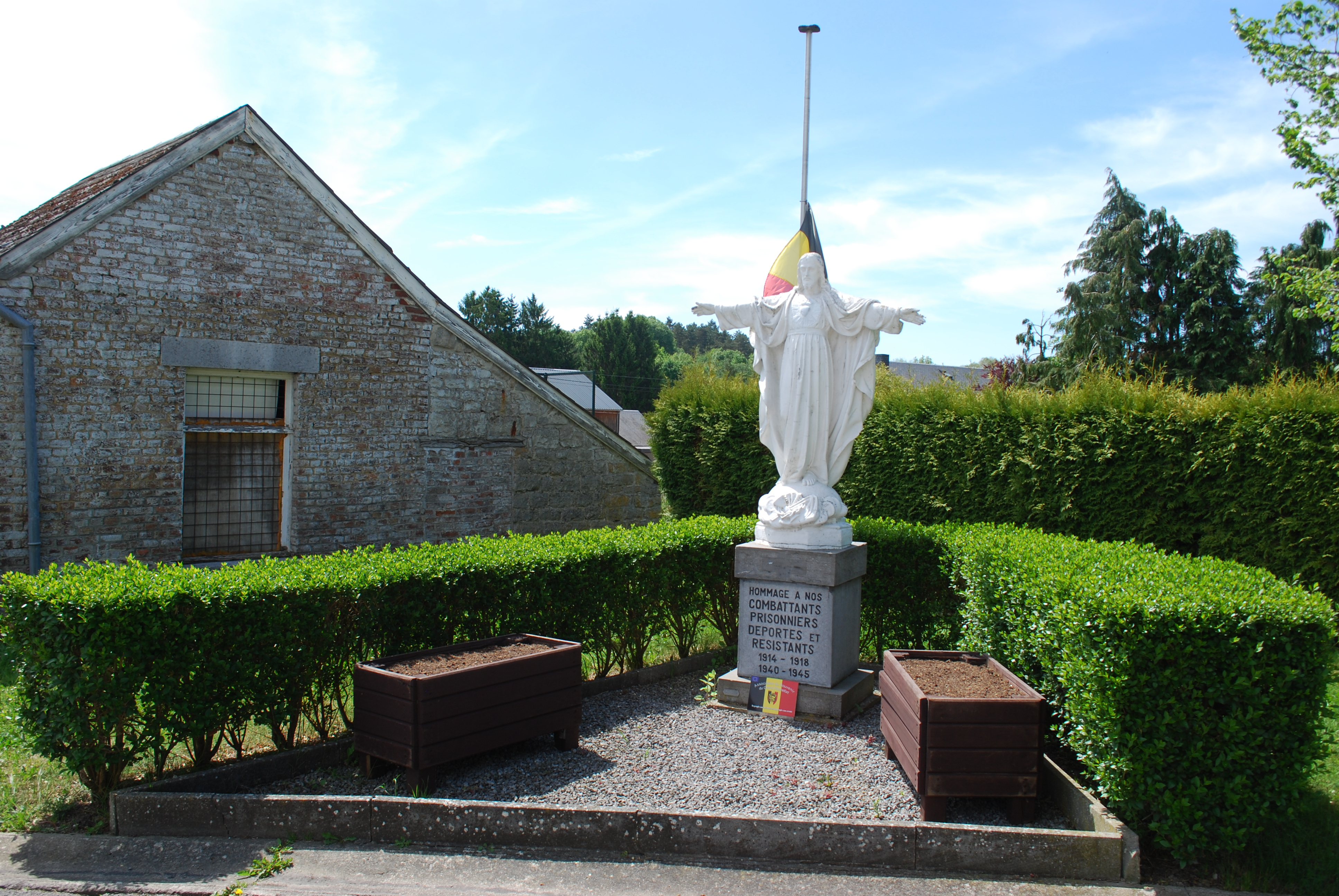
Statue du Sacré-Cœur près de l'église.
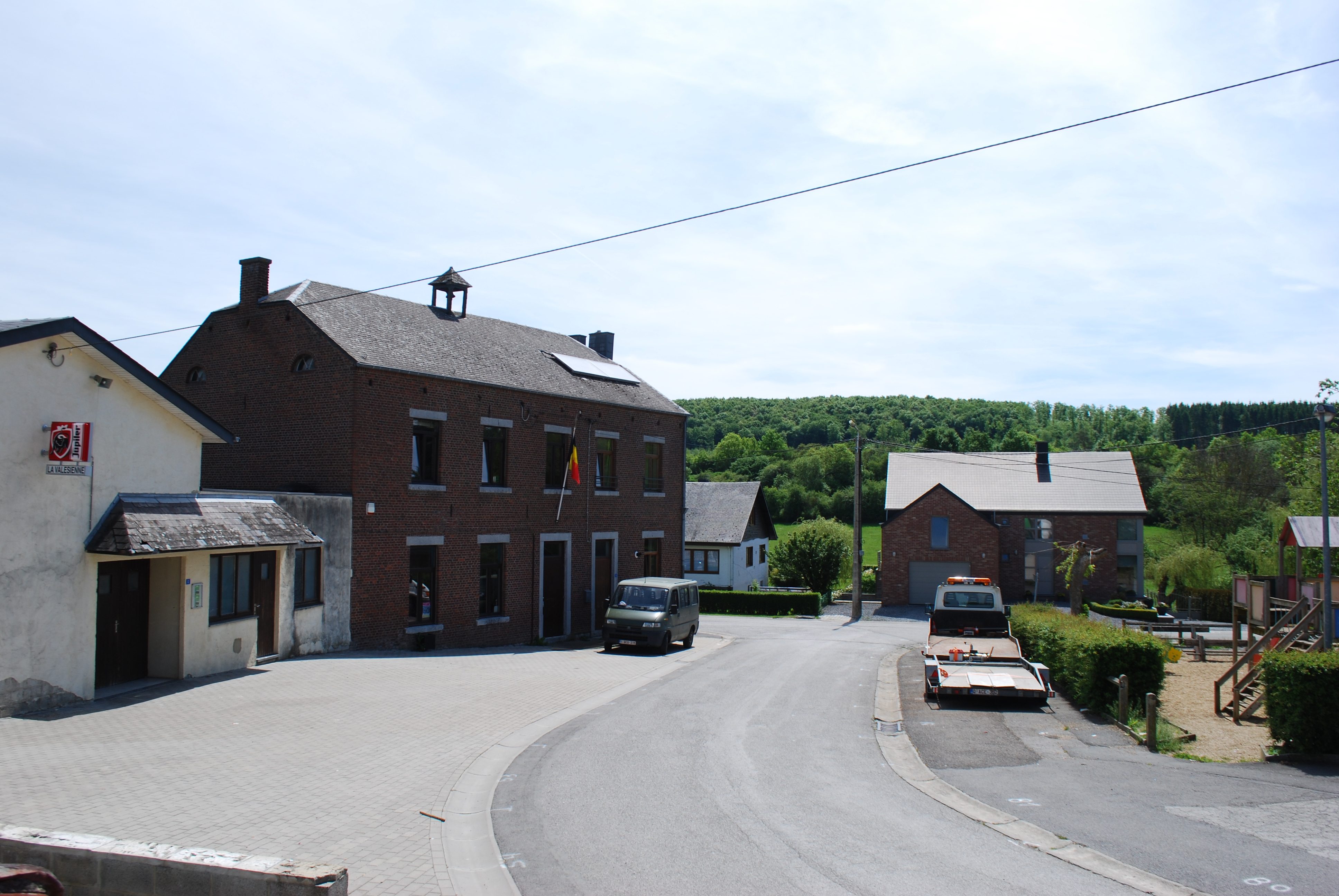
Une rue du village.
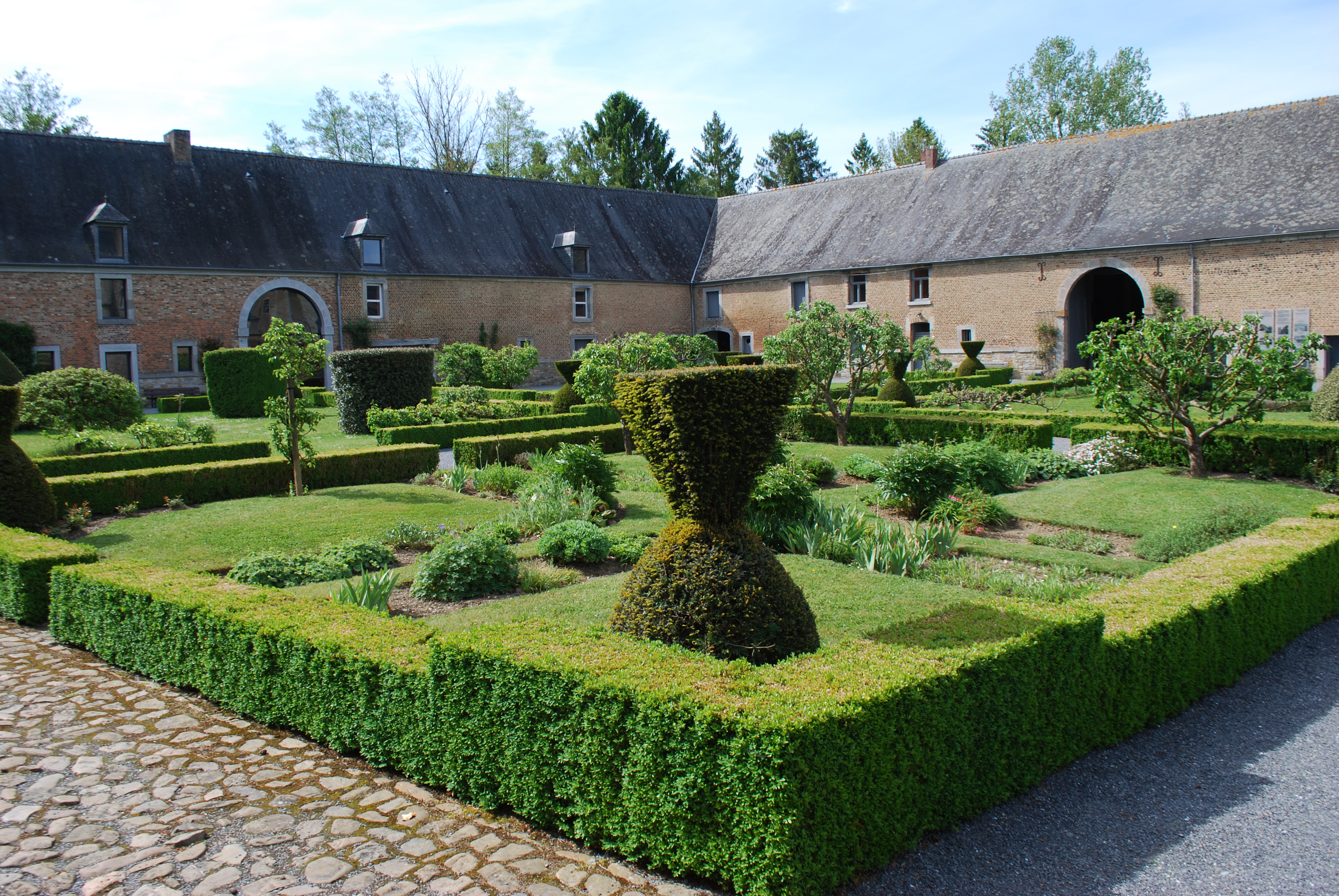
Jardins du château.